# Ax-les-Thermes
Ax-les-Thermes (prononcé [aks le tɛʁm] ; en occitan la Vila d’Ax [la ˈβilɔ ˈðaks, la ˈβilɔ ˈðats]) est une commune française, située dans le sud-est du département de l'Ariège en région Occitanie.
Sur le plan historique et culturel, la commune fait partie du pays du Sabarthès, structuré par la haute vallée de l'Ariège en amont du pays de Foix avec Tarascon-sur-Ariège comme ville principale. Exposée à un climat océanique altéré, elle est drainée par l'Ariège, la Lauze, l'Oriège et par divers autres petits cours d'eau. La commune possède un patrimoine naturel remarquable composé de dix zones naturelles d'intérêt écologique, faunistique et floristique.
Ax-les-Thermes est une commune rurale qui compte 1 277 habitants en 2022. Ses habitants sont appelés les Axéens ou Axéennes.
Ax-les-Thermes est à la fois une station thermale avec plus de soixante sources chaudes,, une villégiature estivale, un centre d'excursions et une station de sports d'hiver des Pyrénées. Créée en décembre 1955 et nommée Ax 3 Domaines, la station est implantée à huit kilomètres d'Ax-les-Thermes sur les hauteurs de la commune.
Le patrimoine architectural de la commune comprend un immeuble protégé au titre des monuments historiques : le bassin des Ladres, inscrit en 1979.

## Géographie

### Localisation
- 1Carte dynamique
- 2Carte OpenStreetMap
- 3Carte topographique
- 4Carte avec les communes environnantes

La commune d'Ax-les-Thermes se trouve dans le département de l'Ariège, en région Occitanie.
Sur le plan historique et culturel, Ax-les-Thermes fait partie du pays de Sabarthès, structuré par la haute vallée de l'Ariège en amont du pays de Foix avec Tarascon-sur-Ariège comme ville principale.
Elle se situe à 33 km à vol d'oiseau de Foix, préfecture du département. La commune est par ailleurs ville-centre du bassin de vie d'Ax-les-Thermes.
Les communes les plus proches sont : 
Ignaux (1,3 km), Sorgeat (1,5 km), Ascou (1,9 km), Savignac-les-Ormeaux (2,1 km), Orgeix (2,6 km), Vaychis (3,7 km), Orlu (4,5 km), Tignac (4,7 km).

### Superficie et relief
La superficie cadastrale de la commune publiée par l’Insee, qui sert de références dans toutes les statistiques, est de 30,26 km2,. La superficie géographique, issue de la BD Topo, composante du Référentiel à grande échelle produit par l'IGN, est quant à elle de 30,17 km2. Son relief est particulièrement découpé puisque la dénivelée maximale atteint 1 714 mètres. L'altitude du territoire varie entre 697 m et 2 411 m.

### Géologie
La commune est située dans les Pyrénées, une chaîne montagneuse jeune, érigée durant l'ère tertiaire (il y a 40 millions d'années environ), en même temps que les Alpes. Les terrains affleurants sur le territoire communal sont constitués de roches sédimentaires, métamorphiques ou plutoniques datant pour certaines du Paléozoïque, une ère géologique qui s'étend de −541 à −252,2 Ma (millions d'années), et pour d'autres du Protérozoïque, le dernier éon du Précambrien sur l’échelle des temps géologiques. La structure détaillée des couches affleurantes est décrite dans les feuilles « n°1087 - Vicdessos » et « n°1093 - Fontargente » de la carte géologique harmonisée au 1/50 000e du département de l'Ariège, et leurs notices associées,. Par ses sources chaudes sulfurées-sodiques issues des couches granitiques, la commune est une station thermale connue depuis l'Antiquité et réputée.
La ville d'Ax-les-Thermes est assise sur un massif granitique. Sur les hauteurs de l'Est, des systèmes cambrien et silurien dominent de 1 200  à   1 400 mètres d'altitude. Au contact du granit, les schistes cambriens, profondément modifiés, contiennent de la pegmatite et une production minérale, le mica-palmé.

### Hydrographie

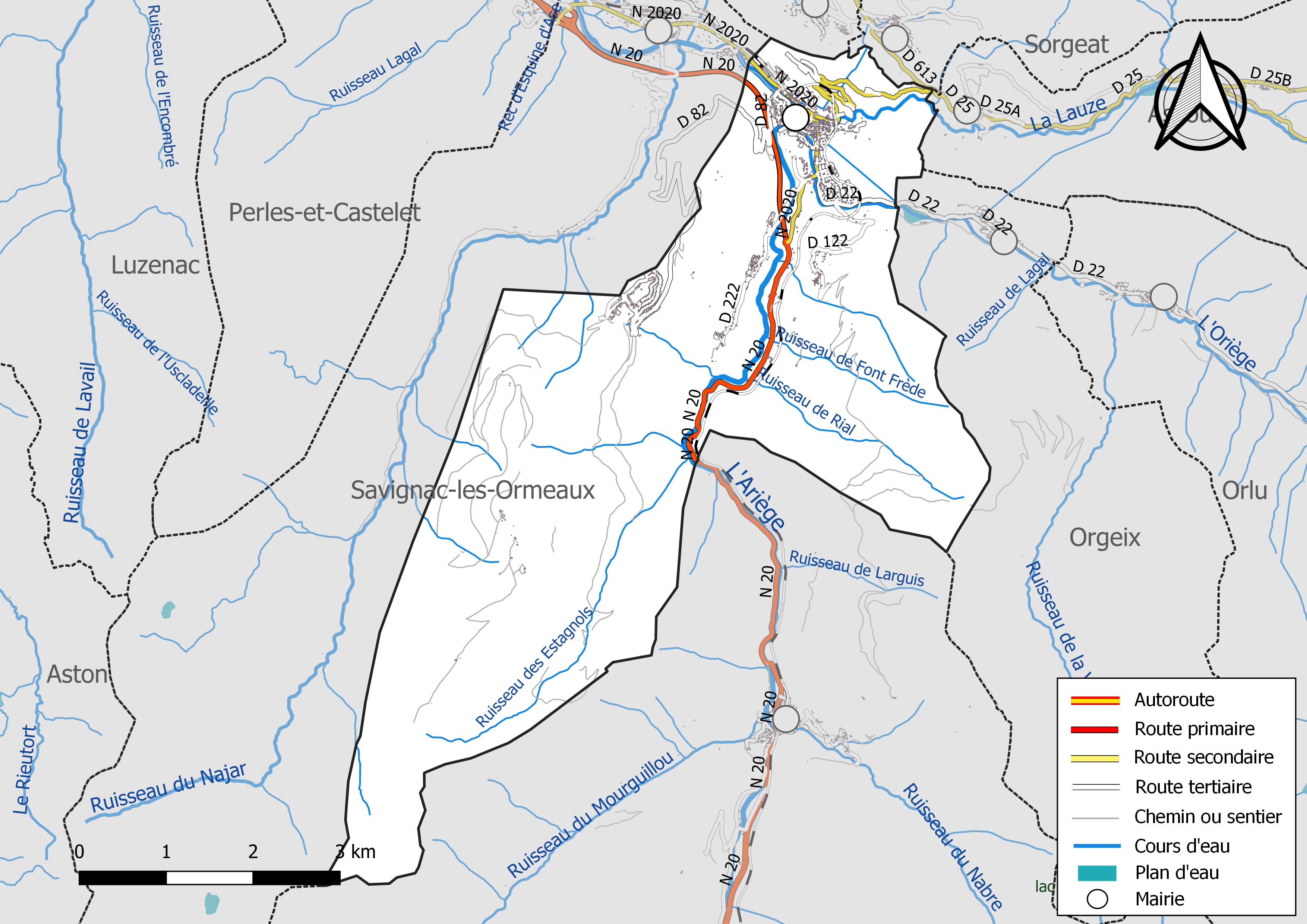
Réseaux hydrographique et routier d'Ax-les-Thermes.

Le bassin axéen ou cuvette doit son existence à la jonction des trois vallées qui l'entourent (la vallée de la Lauze, de l'Oriège et de l'Ariège), et des trois cours d'eau la Lauze, l'Ariège et l'Oriège. C'est donc au carrefour de ces rivières que la ville d'Ax-les-Thermes est implantée.
Les sources d'eau chaude présentes dans la commune jaillissent toutes du granit. Ces eaux présentent une forte teneur en silice, en sodium et surtout en sulfures et soufre. Le soufre y dégage une odeur particulière et caractéristique. Les sulfures, quant à eux, donnent lieu à des reproductions de sulfo-bactéries appelés Axéïnes. Élément végéto-minéral, l'axéïne se développe uniquement au contact de l'eau et de l'oxygène dans les eaux sulfurées dont la température oscille entre 15 et 45 °C.

### Climat
Pour des articles plus généraux, voir Climat de l'Occitanie et Climat de l'Ariège.
En 2010, le climat de la commune est de type climat océanique altéré, selon une étude s'appuyant sur une série de données couvrant la période 1971-2000. En 2020, Météo-France publie une typologie des climats de la France métropolitaine dans laquelle la commune est exposée à un climat de montagne et est dans la région climatique Pyrénées centrales, caractérisée par une pluviométrie annuelle de 1 000 à 1 200 mm.
Pour la période 1971-2000, la température annuelle moyenne est de 10,7 °C, avec une amplitude thermique annuelle de 15,2 °C. Le cumul annuel moyen de précipitations est de 995 mm, avec 8,4 jours de précipitations en janvier et 6,8 jours en juillet. Pour la période 1991-2020, la température moyenne annuelle observée sur la station météorologique la plus proche, située dans la commune d'Ascou à 2 km à vol d'oiseau, est de 9,3 °C et le cumul annuel moyen de précipitations est de 1 258,8 mm,. Pour l'avenir, les paramètres climatiques de la commune estimés pour 2050 selon différents scénarios d'émission de gaz à effet de serre sont consultables sur un site dédié publié par Météo-France en novembre 2022.

### Milieux naturels et biodiversité
L’inventaire des zones naturelles d'intérêt écologique, faunistique et floristique (ZNIEFF) a pour objectif de réaliser une couverture des zones les plus intéressantes sur le plan écologique, essentiellement dans la perspective d’améliorer la connaissance du patrimoine naturel national et de fournir aux différents décideurs un outil d’aide à la prise en compte de l’environnement dans l’aménagement du territoire. Sept ZNIEFF de type 1 sont recensées dans la commune :
- l'« Ariège en amont d'Ax-les-Thermes » (100 ha), couvrant 4 communes dont 3 dans l'Ariège et 1 dans les Pyrénées-Orientales[22] ;
- le « cours de l'Ariège » (1 341 ha), couvrant 112 communes dont 86 dans l'Ariège et 26 dans la Haute-Garonne[23] ;
- le « cours de l'Oriège entre Orlu et Ax-les-Thermes » (20 ha), couvrant 3 communes du département[24] ;
- les « montagnes orientales d'Ax-les-Thermes » (9 524 ha), couvrant 20 communes dont 16 dans l'Ariège et 4 dans l'Aude[25] ;
- la « rive gauche de la haute vallée de l'Ariège » (16 207 ha), couvrant 14 communes du département[26] ;
- « vallée et bassin versant de l'Oriège » (8 937 ha), couvrant 9 communes dont 6 dans l'Ariège et 3 dans les Pyrénées-Orientales[27] ;
- le « versant en rive droite de la haute vallée de l'Ariège » (6 237 ha), couvrant 7 communes dont 5 dans l'Ariège et 2 dans les Pyrénées-Orientales[28] ;

et trois ZNIEFF de type 2, : 
- « le bassin versant de l'Oriège et montagnes orientales d'Ax-les-Thermes » (18 551 ha), couvrant 25 communes dont 18 dans l'Ariège, 4 dans l'Aude et 3 dans les Pyrénées-Orientales[29] ;
- « L'Ariège et ripisylves » (1 975 ha), couvrant 56 communes dont 43 dans l'Ariège et 13 dans la Haute-Garonne[30] ;
- le « massif de l'Aston et haute vallée de l'Ariège », couvrant 24 communes dont 22 dans l'Ariège et 2 dans les Pyrénées-Orientales[31].

Carte des ZNIEFF de type 1 et 2 à Ax-les-Thermes.
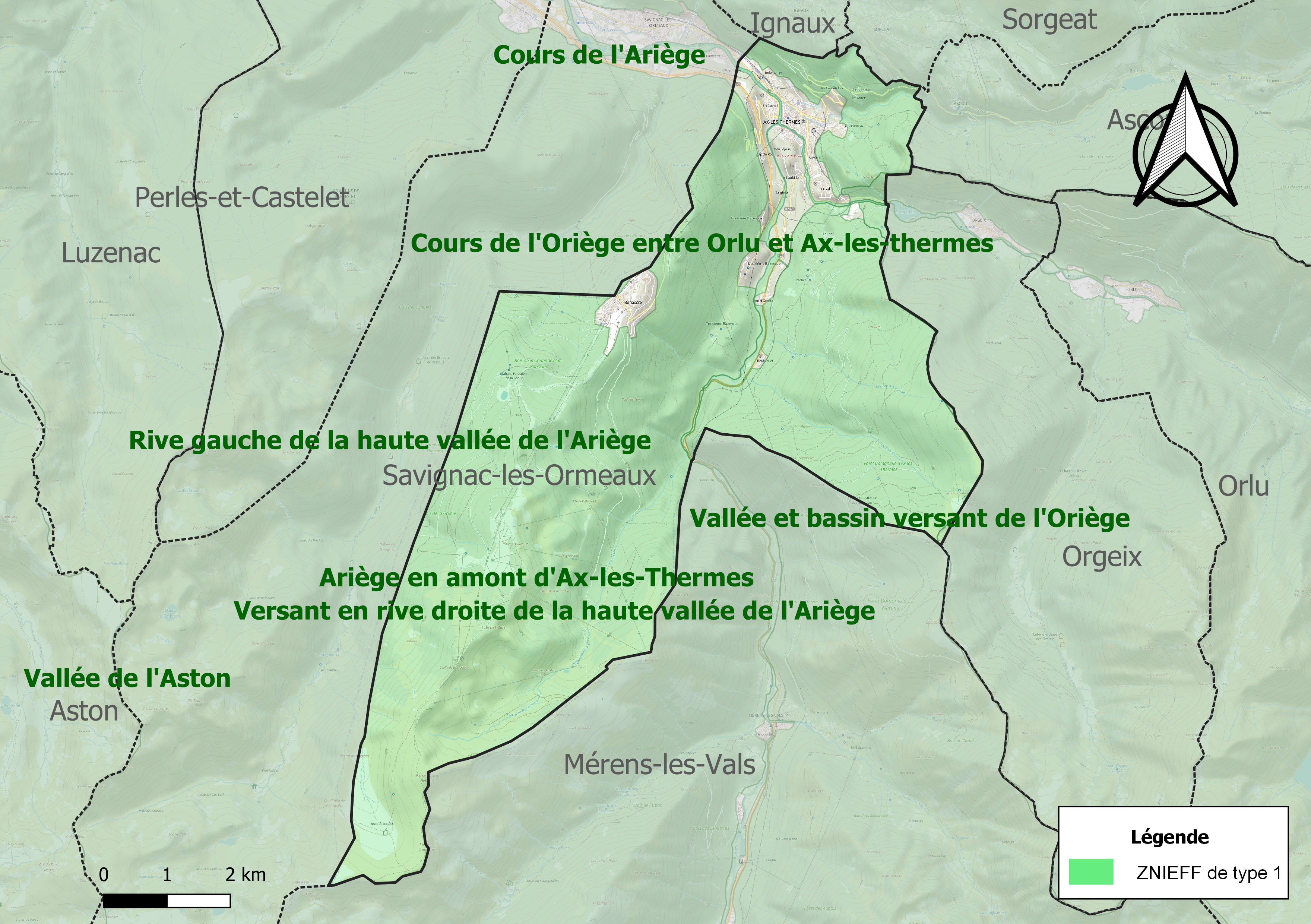
Carte des ZNIEFF de type 1 dans la commune.
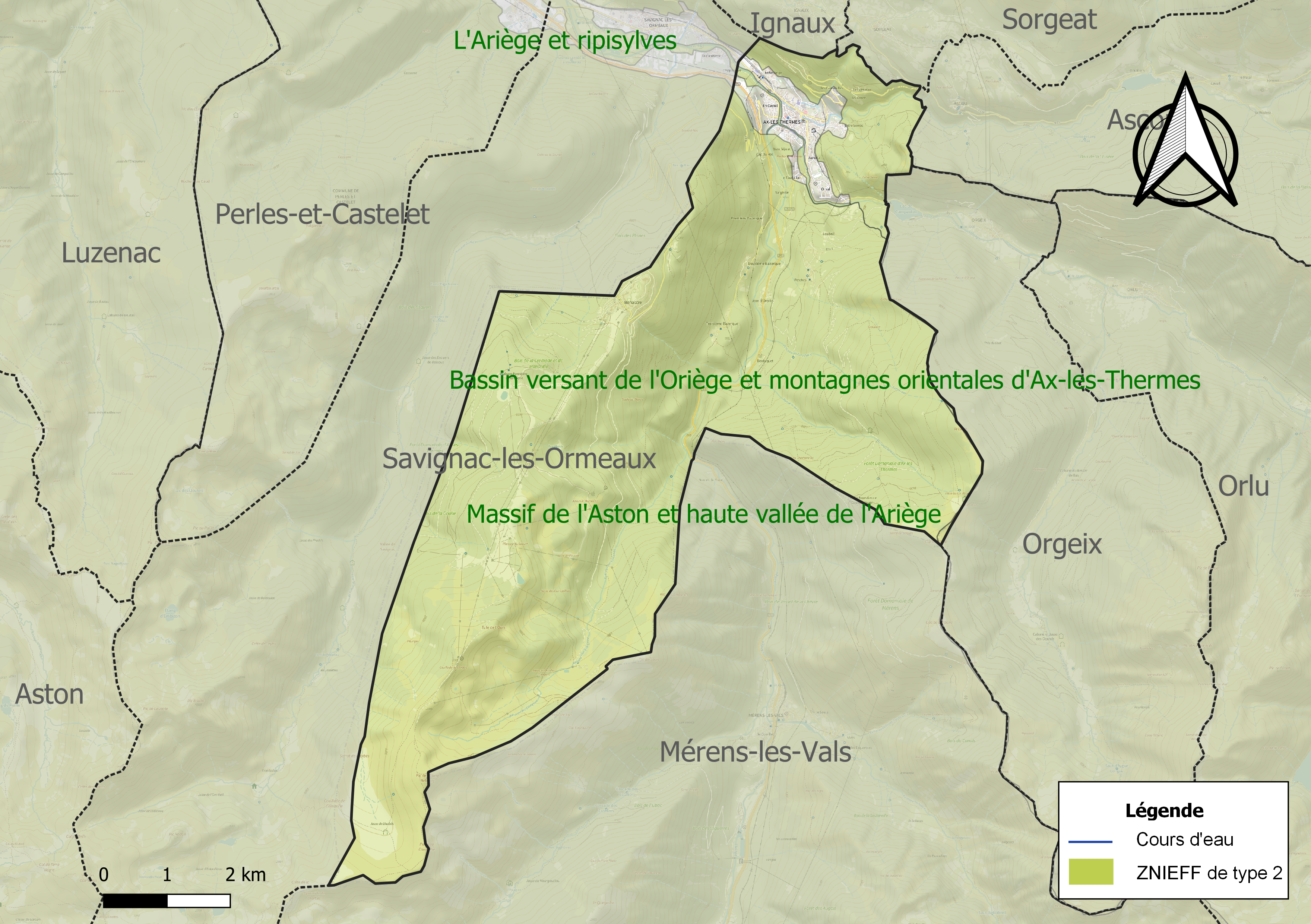
Carte des ZNIEFF de type 2 dans la commune.

## Urbanisme

### Typologie
Au 1er janvier 2024, Ax-les-Thermes est catégorisée bourg rural, selon la nouvelle grille communale de densité à sept niveaux définie par l'Insee en 2022.
Elle est située hors unité urbaine et hors attraction des villes,.

### Occupation des sols
L'occupation des sols de la commune, telle qu'elle ressort de la base de données européenne d’occupation biophysique des sols Corine Land Cover (CLC), est marquée par l'importance des forêts et milieux semi-naturels (93,1 % en 2018), en augmentation par rapport à 1990 (91,8 %). La répartition détaillée en 2018 est la suivante : 
forêts (63,7 %), milieux à végétation arbustive et/ou herbacée (25,7 %), espaces ouverts, sans ou avec peu de végétation (3,7 %), zones urbanisées (3,3 %), zones agricoles hétérogènes (2,6 %), espaces verts artificialisés, non agricoles (1,1 %). L'évolution de l’occupation des sols de la commune et de ses infrastructures peut être observée sur les différentes représentations cartographiques du territoire : la carte de Cassini (XVIIIe siècle), la carte d'état-major (1820-1866) et les cartes ou photos aériennes de l'IGN pour la période actuelle (1950 à aujourd'hui).

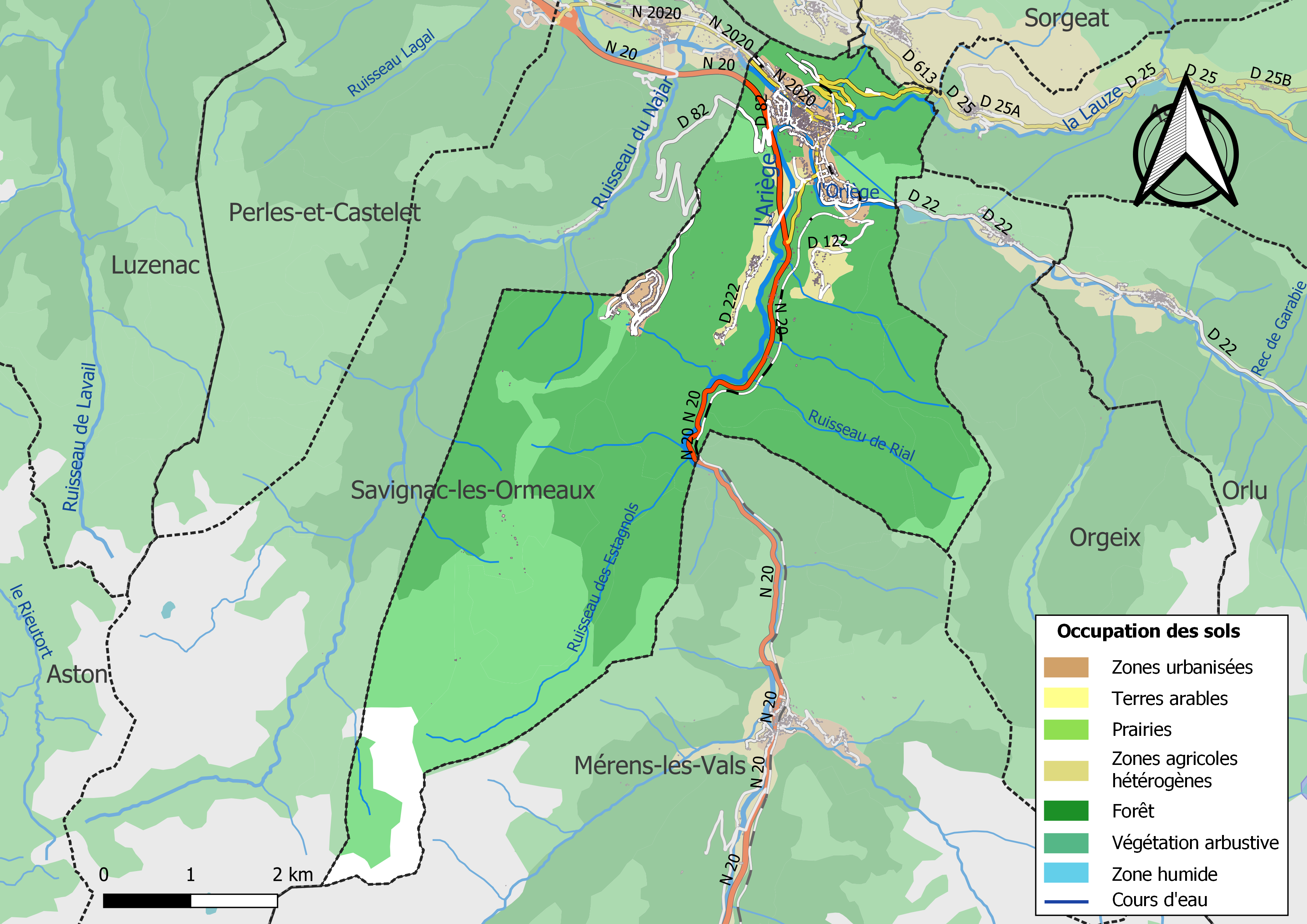
Carte des infrastructures et de l'occupation des sols de la commune en 2018 (CLC).
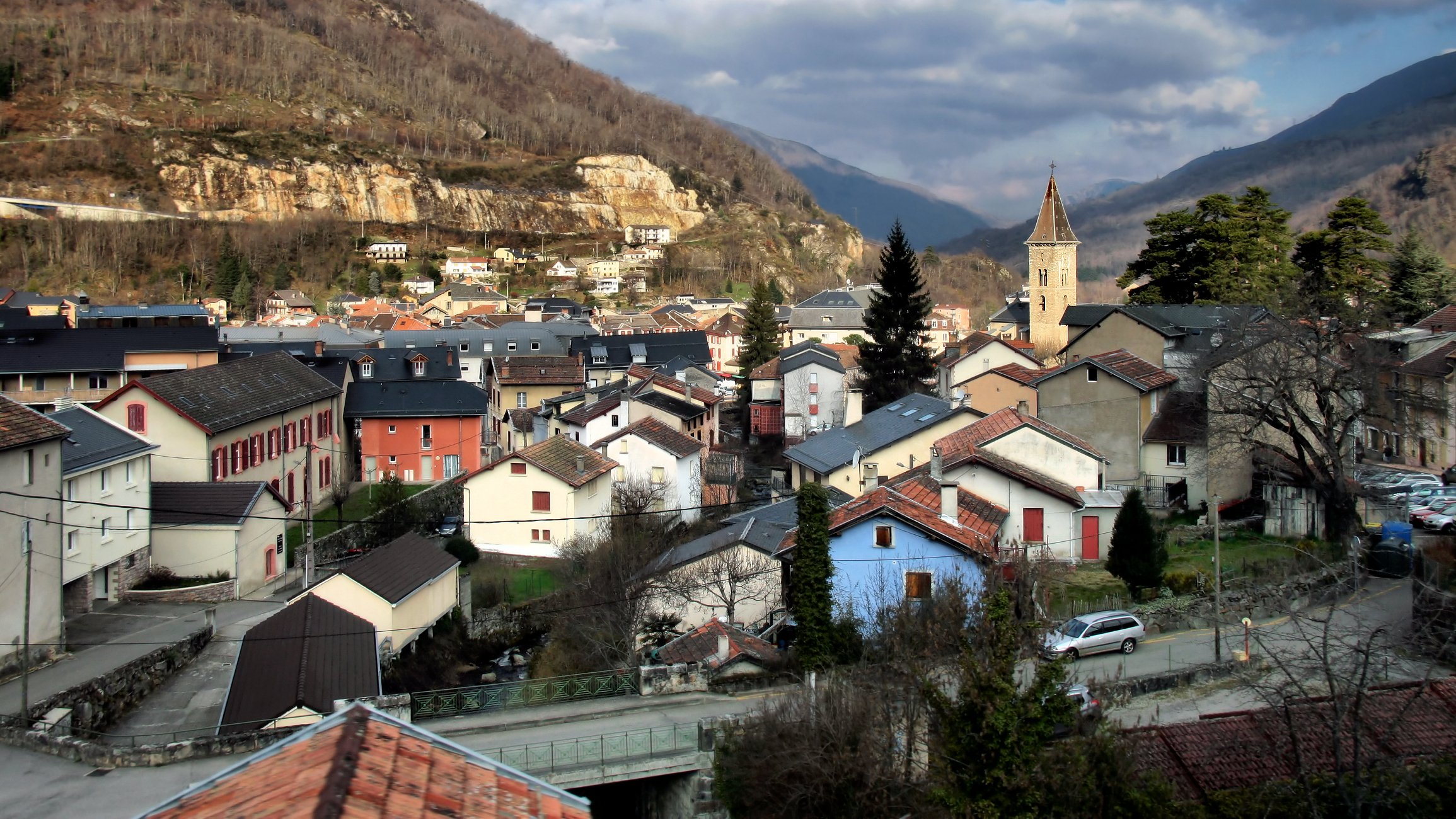
Ax-les-Thermes - vue aérienne.

### Logement
Le tableau ci-dessous présente une comparaison de quelques indicateurs chiffrés du logement pour Ax-les-Thermes et l'ensemble du département de l'Ariège.
|                                                                  | Ax-les-Thermes | Ariège |
| ---------------------------------------------------------------- | -------------- | ------ |
| Part des résidences principales (en %)                           | 18             | 65,7   |
| Part des résidences secondaires et logements occasionnels (en %) | 80             | 24,8   |
| Part des ménages propriétaires de leur logement (en %)           | 49,7           | 66,5   |
| Part des logements vacants (en %)                                | 1,9            | 9,6    |

Le taux de résidence secondaire et de logement occasionnel constaté en 2015 est très haut, trois fois supérieur à la moyenne départementale ; les résidences principales sont en contrepartie plus basses. Le taux de logements vacants (1,9 %) est inférieur à la moyenne départementale (9,6 %).

### Voies de communications et transports
Ax-les-Thermes est située à l'intersection de deux grands axes : la route nationale 20 et la route départementale 613.
- Elle était située au kilomètre 820 de la route nationale 20, Depuis le 12 décembre 2016, une déviation est ouverte. Elle permet d'éviter Ax-les-Thermes et Savignac-les-Ormeaux[33].
- La route départementale 613 est une route reliant Narbonne à Ax-les-Thermes dans son extrémité ouest. C'est la seule route allant du nord-est au sud-ouest dans le département de l'Aude. Assez difficile car tortueuse, elle reste utile et fréquentée pour relier la capitale ancestrale de l'Aude aux portes des Pyrénées.
- La gare d'Ax-les-Thermes est une gare ferroviaire française se situant sur la ligne du Transpyrénéen oriental, qui relie Toulouse à la Cerdagne par la vallée de l'Ariège et le col de Puymorens. Cette ligne est assurée par des trains régionaux TER Occitanie.

#### Transports
La gare est desservie par le train de nuit quotidien reliant Paris-Austerlitz à Latour-de-Carol. Le trajet dure environ 9 heures. Cette gare est reliée à Toulouse par six trains quotidiens. Mise en service en 1888 par la Compagnie des chemins de fer du Midi et du Canal latéral à la Garonne, elle appartient à la Société nationale des chemins de fer français (SNCF).

### Risques majeurs
Le territoire de la commune d'Ax-les-Thermes est vulnérable à différents aléas naturels : inondations, climatiques (grand froid ou canicule), feux de forêts, mouvements de terrains, avalanche et séisme (sismicité moyenne). Il est également exposé à deux risques technologiques, le transport de matières dangereuses et la rupture d'un barrage, et à un risque particulier, le risque radon,.

#### Risques naturels

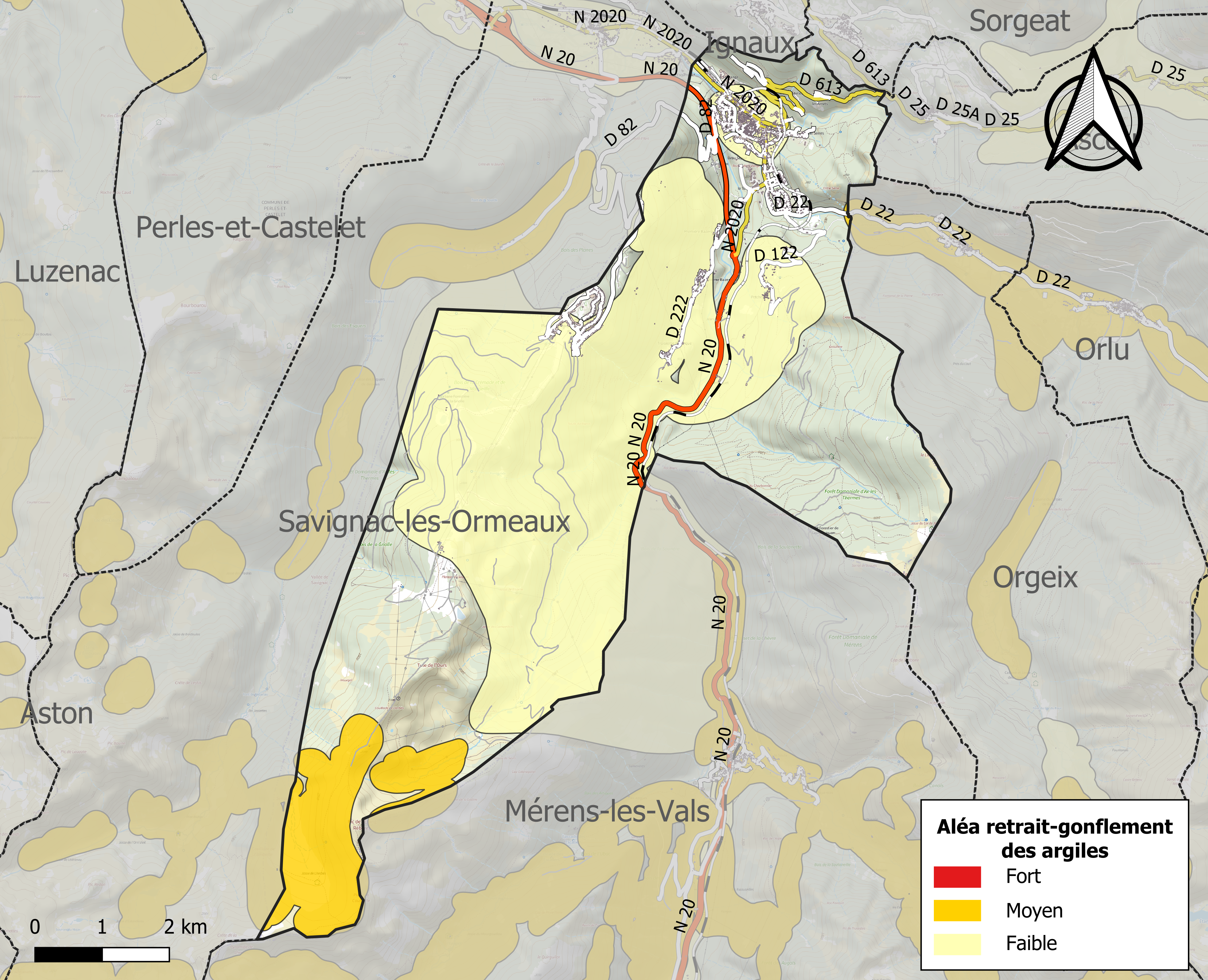
Zonage de l'aléa retrait-gonflement des argiles dans la commune d'Ax-les-Thermes.

Certaines parties du territoire communal sont susceptibles d’être affectées par le risque d’inondation par crue torrentielle d'un cours d'eau, l'Ariège, ou ruissellement d'un versant. L’épisode de crue le plus marquant dans le département reste sans doute celui de 1875. Parmi les inondations marquantes plus récentes concernant le cours d'eau de l'Ariège figurent la crue torrentielle de 1982 et les inondations de plaine de 1996 et de 2005 de la Basse vallée de l'Ariège.
Les mouvements de terrains susceptibles de se produire dans la commune sont soit des chutes de blocs, soit des glissements de terrains, soit des mouvements liés au retrait-gonflement des argiles. Près de 50 % de la superficie du département est concernée par l'aléa retrait-gonflement des argiles, dont la commune d'Ax-les-Thermes. L'inventaire national des cavités souterraines permet par ailleurs de localiser celles situées dans la commune.
La commune est exposée au risque d'avalanche lié notamment à la pratique du ski compte tenu d’une fréquentation hivernale croissante. Un plan d’Intervention et de déclenchement des avalanches (PIDA) a en particulier été élaboré.
Ces risques naturels sont pris en compte dans l'aménagement du territoire de la commune par le biais d'un plan de prévention des risques (PPR) inondation, mouvement de terrain et avalanche approuvé le 6 juin 2005.

#### Risques technologiques
Le risque de transport de matières dangereuses par une infrastructure routière ou ferroviaire ou par une canalisation de transport de gaz concerne la commune. Un accident se produisant sur une telle infrastructure est en effet susceptible d’avoir des effets graves au bâti ou aux personnes jusqu’à 350 m, selon la nature du matériau transporté. Des dispositions d’urbanisme peuvent être préconisées en conséquence.
Dans le département de l’Ariège on dénombre cinq grands barrages susceptibles d’occasionner des dégâts en cas de rupture. La commune fait partie des 80 communes susceptibles d’être touchées par l’onde de submersion consécutive à la rupture d’un de ces barrages. Elle est en effet dans la zone de proximité immédiate d'un barrage classé PPI.

#### Risque particulier
Dans plusieurs parties du territoire national, le radon, accumulé dans certains logements ou autres locaux, peut constituer une source significative d’exposition de la population aux rayonnements ionisants. Toutes les communes du département sont concernées par le risque radon à un niveau plus ou moins élevé. Selon la classification de 2018, la commune d'Ax-les-Thermes est classée en zone 3, à savoir zone à potentiel radon significatif.

## Toponymie
Le nom de la localité est attesté sous la forme Ax en 1418.
Ax-les-Thermes tire son nom du mot latin Aquis, ablatif-locatif pluriel d’aqua « eau » qui a aussi donné les toponymes du type Aix. Il désigne souvent des eaux thermales.
Entre 1850 et 1888, la ville a changé trois fois de nom passant de Ax à Ax-Les-Bains pour finir avec Ax-Les-Thermes : le déterminant complémentaire les-Thermes a été ajouté en 1888 par décret présidentiel pour éviter les confusions avec les villes de Dax, Aix-en-Provence et Aix-les-Bains.
Au Moyen Âge, la ville se nommait Aqcs et avait pour surnom « la perle des Pyrénées ».

## Histoire

### Antiquité
Les eaux sulfurées sodiques d'Ax, les plus chaudes des Pyrénées (jusqu'à 77 °C), étaient déjà connues à l'époque gallo-romaine.
Des fortifications avec six tours auraient existé sur le lieu-dit « Castel Mau » à l'époque de Jules César, et des pièces de monnaie romaines ont été trouvées sur place en 1875, ce qui pourrait confirmer une présence romaine sur le site.

### Moyen Âge
En 978, dans le cadre des conflits entre le comte Oliba Cabreta de Cerdagne et le comte Roger Ier de Carcassonne, les moines du monastère de Ripoll dérobent les reliques de saint Eudald conservées dans l'église Saint-Vincent. Sous la pression du cerdan, Arnaud de Carcassonne ou de Sabarthès prévoit dans son testament de léguer les terres d'Ax à l'abbaye de Lagrasse ou bien à l'abbaye de Cuxa s'il n'avait pas d'enfant, en 987. La ville d'Ax appartiendra finalement au comté de Foix et sera un Consulat de celui-ci. En 1260, le comte Roger IV fit construire une léproserie à côté du bassin des Ladres, sur l'ordre de Saint Louis pour soigner les croisés de retour de Terre Sainte atteints de la lèpre.
Au XIIIe siècle, une nouvelle enceinte à huit tours fut construite, et au XIVe, ce sont les cathares qui se répandirent à Ax comme dans toute la région (voir le château de Montségur et la croisade contre les albigeois) et une répression sanglante s'instaura.
La ville a connu de plusieurs incendies importants au XIIIe siècle, puis en 1355.

### Époque moderne
En 1586, une épidémie de peste fit une centaine de morts. Des incendies dévastèrent la ville en 1587 (destruction des archives et exode de la population) et 1615.
En 1651, la ville se souleva contre le commandant Marchin qui, trahissant le jeune roi Louis XIV, rejoignait Louis II de Condé, durant la Fronde des Princes. En 1811 et 1812, les Espagnols s'emparent d'Ax.

### Époque contemporaine
Un incendie produisit de graves dégâts en 1880.
En 1888, le chemin de fer arriva à Ax et la ville prit un nouvel essor. En 1955, le téléphérique rejoignant le Saquet (station de ski Ax 3 Domaines) est inauguré et en 1977, la porte d'Espagne, dernier rempart médiéval, est démolie.

## Politique et administration

### Découpage territorial
La commune d'Ax-les-Thermes est membre de la communauté de communes de la Haute Ariège, un établissement public de coopération intercommunale (EPCI) à fiscalité propre créé le 27 septembre 2016 dont le siège est à Luzenac. Ce dernier est par ailleurs membre d'autres groupements intercommunaux.
Sur le plan administratif, elle est rattachée à l'arrondissement de Foix, au département de l'Ariège, en tant que circonscription administrative de l'État, et à la région Occitanie.
Sur le plan électoral, elle dépend du canton de Haute-Ariège pour l'élection des conseillers départementaux, depuis le redécoupage cantonal de 2014 entré en vigueur en 2015, et de la première circonscription de l'Ariège pour les élections législatives, depuis le redécoupage électoral de 1986.

### Administration municipale
Le nombre d'habitants au recensement de 2011 étant compris entre 500 et 1 499 habitants, le nombre de membres du conseil municipal pour l'élection de 2014 est de quinze,.

### Jumelages
- Palafolls (Catalogne)
- Poppi (Toscane)

## Population et société

### Démographie
L'évolution du nombre d'habitants est connue à travers les recensements de la population effectués dans la commune depuis 1793. Pour les communes de moins de 10 000 habitants, une enquête de recensement portant sur toute la population est réalisée tous les cinq ans, les populations de référence des années intermédiaires étant quant à elles estimées par interpolation ou extrapolation. Pour la commune, le premier recensement exhaustif entrant dans le cadre du nouveau dispositif a été réalisé en 2004.

En 2022, la commune comptait 1 277 habitants, en évolution de +4,42 % par rapport à 2016 (Ariège : +1,48 %, France hors Mayotte : +2,11 %).
| 1793  | 1800  | 1806  | 1821  | 1831  | 1836  | 1841  | 1846  | 1851  |
| ----- | ----- | ----- | ----- | ----- | ----- | ----- | ----- | ----- |
| 1 554 | 1 504 | 1 773 | 1 863 | 1 927 | 1 991 | 1 908 | 1 881 | 1 843 |

| 1856  | 1861  | 1866  | 1872  | 1876  | 1881  | 1886  | 1891  | 1896  |
| ----- | ----- | ----- | ----- | ----- | ----- | ----- | ----- | ----- |
| 1 710 | 1 679 | 1 632 | 1 693 | 1 695 | 1 746 | 1 813 | 1 609 | 1 545 |

| 1901  | 1906  | 1911  | 1921  | 1926  | 1931  | 1936  | 1946  | 1954  |
| ----- | ----- | ----- | ----- | ----- | ----- | ----- | ----- | ----- |
| 1 503 | 1 480 | 1 624 | 1 563 | 1 330 | 1 338 | 1 312 | 1 501 | 1 422 |

| 1962  | 1968  | 1975  | 1982  | 1990  | 1999  | 2004  | 2006  | 2009  |
| ----- | ----- | ----- | ----- | ----- | ----- | ----- | ----- | ----- |
| 1 628 | 1 688 | 1 562 | 1 478 | 1 489 | 1 441 | 1 498 | 1 509 | 1 384 |

| 2014  | 2019  | 2022  | - | - | - | - | - | - |
| ----- | ----- | ----- | - | - | - | - | - | - |
| 1 244 | 1 288 | 1 277 | - | - | - | - | - | - |

### Enseignement
La commune compte une école maternelle, une école primaire et le collège Mario-Beulaygue.

### Manifestations culturelles et festivités
- Chaque année depuis 2003 se tient en août l'Université d'été Ludovia consacrée aux usages numériques dans l'éducation (plus de 1 000 participants)[57].

### Sport

#### Cyclisme
Ax-les-Thermes et sa station Ax 3 Domaines font partie des Villes-étapes du Tour de France depuis 1933. En 80 ans, le Tour de France est arrivé 11 fois dans la commune : 
| Édition | Étape         | Vainqueur d'étape        |
| ------- | ------------- | ------------------------ |
| 1933    | 15e étape     | Jean Aerts (BEL)         |
| 1934    | 15e étape     | Roger Lapébie (FRA)      |
| 1937    | 14e étape (b) | Mariano Cañardo (ESP)    |
| 1955    | 15e étape     | Luciano Pezzi (ITA)      |
| 1957    | 16e étape     | Jean Bourlès (FRA)       |
| 1965    | 10e étape     | Guido Reybrouck (BEL)    |
| 2001    | 12e étape     | Félix Cárdenas (COL)     |
| 2003    | 13e étape     | Carlos Sastre (ESP)      |
| 2005    | 14e étape     | Georg Totschnig (AUT)    |
| 2010    | 14e étape     | Christophe Riblon (FRA)  |
| 2013    | 8e étape      | Christopher Froome (GBR) |

### Santé
La ville, en raison de ses eaux thermales, était très prisée au Moyen Âge pour soigner la lèpre. De nos jours, certains établissements thermaux de la ville proposent des soins, ainsi que des cures. De plus, la ville possède un hôpital (hôpital Saint-Louis).

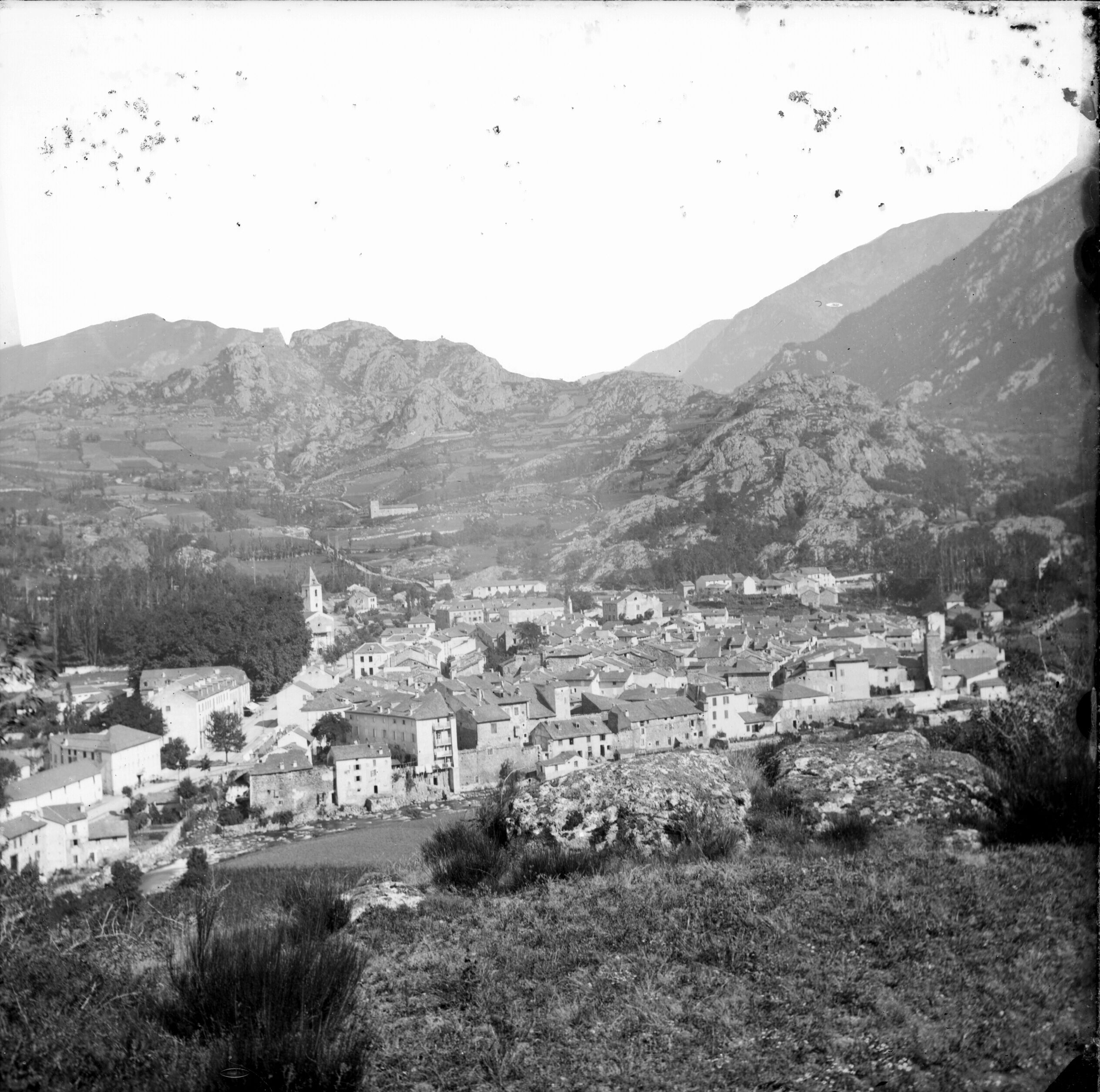
Vue de la commune avant 1910.

## Économie

### Revenus
En 2018, la commune compte 597 ménages fiscaux, regroupant 1 036 personnes. La médiane du revenu disponible par unité de consommation est de 20 250 € (19 820 € dans le département).

### Emploi
| Division       | 2008  | 2013   | 2018   |
| -------------- | ----- | ------ | ------ |
| Commune        | 5,8 % | 7,9 %  | 8,9 %  |
| Département    | 8,9 % | 11,1 % | 11,2 % |
| France entière | 8,3 % | 10 %   | 10 %   |

En 2018, la population âgée de 15 à 64 ans s'élève à 750 personnes, parmi lesquelles on compte 78,8 % d'actifs (69,9 % ayant un emploi et 8,9 % de chômeurs) et 21,2 % d'inactifs,. Depuis 2008, le taux de chômage communal (au sens du recensement) des 15-64 ans est inférieur à celui de la France et du département.
La commune est hors attraction des villes,. Elle compte 1 077 emplois en 2018, contre 1 117 en 2013 et 1 079 en 2008. Le nombre d'actifs ayant un emploi résidant dans la commune est de 541, soit un indicateur de concentration d'emploi de 199,2 % et un taux d'activité parmi les 15 ans ou plus de 52,7 %.
Sur ces 541 actifs de 15 ans ou plus ayant un emploi, 390 travaillent dans la commune, soit 72 % des habitants. Pour se rendre au travail, 46,1 % des habitants utilisent un véhicule personnel ou de fonction à quatre roues, 6,1 % les transports en commun, 37,8 % s'y rendent en deux-roues, à vélo ou à pied et 10,1 % n'ont pas besoin de transport (travail au domicile).

### Activités hors agriculture
311 établissements sont implantés à Ax-les-Thermes au 31 décembre 2019. Le tableau ci-dessous en détaille le nombre par secteur d'activité et compare les ratios avec ceux du département,.
| Secteur d'activité                                                                                        | Commune | Commune | Département |
| Secteur d'activité                                                                                        | Nombre  | %       | %           |
| --- | ------- | ------- | ----------- |
| Ensemble                                                                                                  | 311     | 100 %   | (100 %)     |
| Industrie manufacturière, industries extractives et autres                                                | 14      | 4,5 %   | (12,9 %)    |
| Construction                                                                                              | 10      | 3,2 %   | (14,2 %)    |
| Commerce de gros et de détail, transports, hébergement et restauration                                    | 134     | 43,1 %  | (27,5 %)    |
| Information et communication                                                                              | 2       | 0,6 %   | (1,8 %)     |
| Activités financières et d'assurance                                                                      | 6       | 1,9 %   | (2,8 %)     |
| Activités immobilières                                                                                    | 25      | 8 %     | (4,2 %)     |
| Activités spécialisées, scientifiques et techniques et activités de services administratifs et de soutien | 20      | 6,4 %   | (13,2 %)    |
| Administration publique, enseignement, santé humaine et action sociale                                    | 79      | 25,4 %  | (14,4 %)    |
| Autres activités de services                                                                              | 21      | 6,8 %   | (8,8 %)     |

Le secteur du commerce de gros et de détail, des transports, de l'hébergement et de la restauration est prépondérant dans la commune puisqu'il représente 43,1 % du nombre total d'établissements de la commune (134 sur les 311 entreprises implantées à Ax-les-Thermes), contre 27,5 % au niveau départemental. Les cinq entreprises ayant leur siège social sur le territoire communal qui génèrent le plus de chiffre d'affaires en 2020 sont : 
- Savasem, téléphériques et remontées mécaniques (7 633 k€) ;
- Telemark Pyrénées, commerce de détail d'articles de sport en magasin spécialisé (2 284 k€) ;
- Casino d'Ax-les-Thermes, organisation de jeux de hasard et d'argent (1 201 k€) ;
- Mdo Pyrénées, téléphériques et remontées mécaniques (955 k€) ;
- Domaine de la Vallee d'Ax-les-Thermes - Sodvat, hébergement touristique et autre hébergement de courte durée (723 k€).

Les activités locales s'appuient principalement sur l'élevage (bovins, ovins) et sur le thermalisme. Ses soixante sources hyper-thermales, aux températures variant de 18 à 78 °C, alimentent trois établissements : le Couloubret, le Modèle et le Teich. On y soigne surtout les sciatiques, les rhumatismes et certaines infections des voies respiratoires. Les sports d'hiver et le tourisme en général sont aussi des secteurs dominants de l'économie.

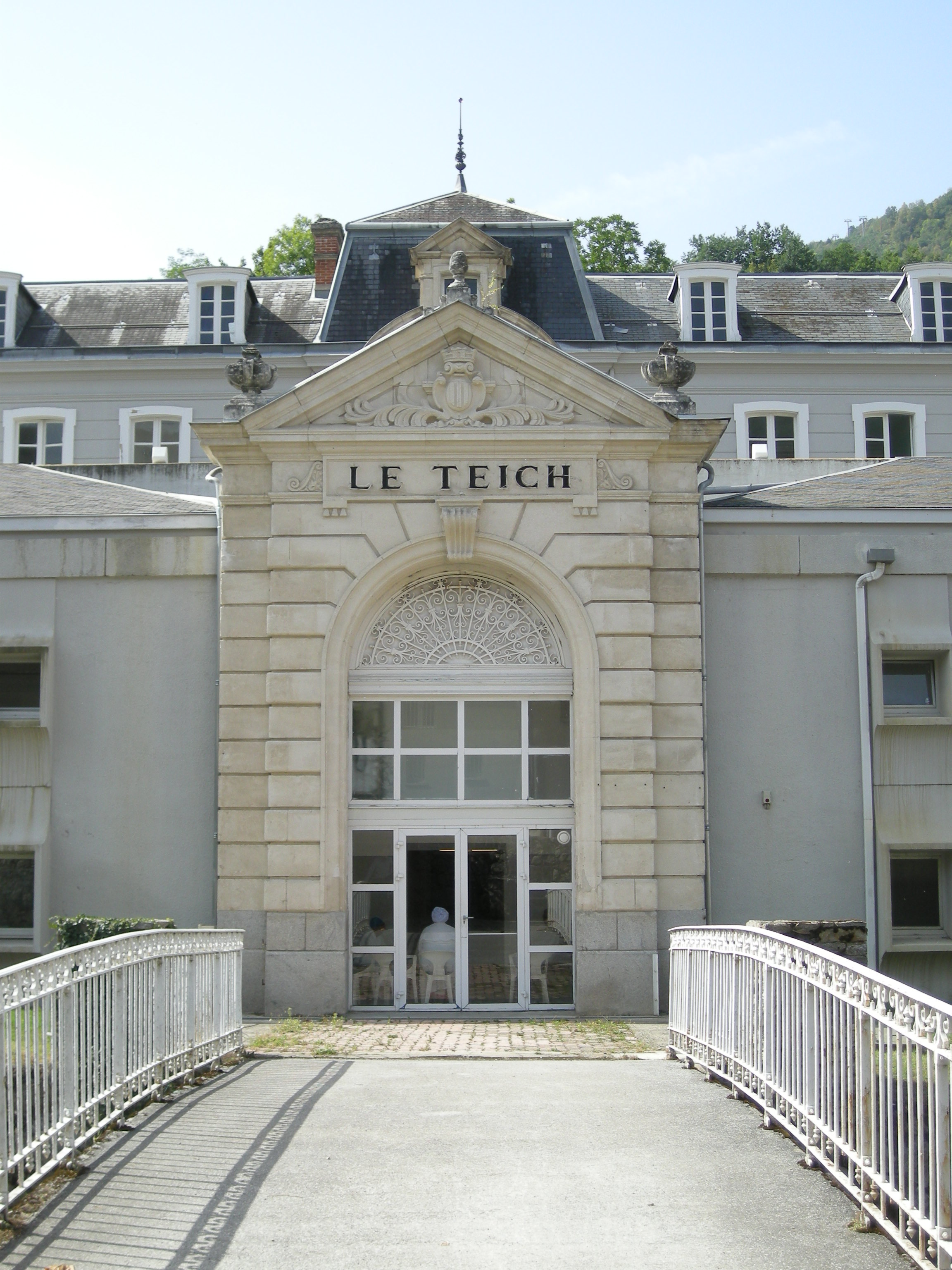
Un établissement thermal.
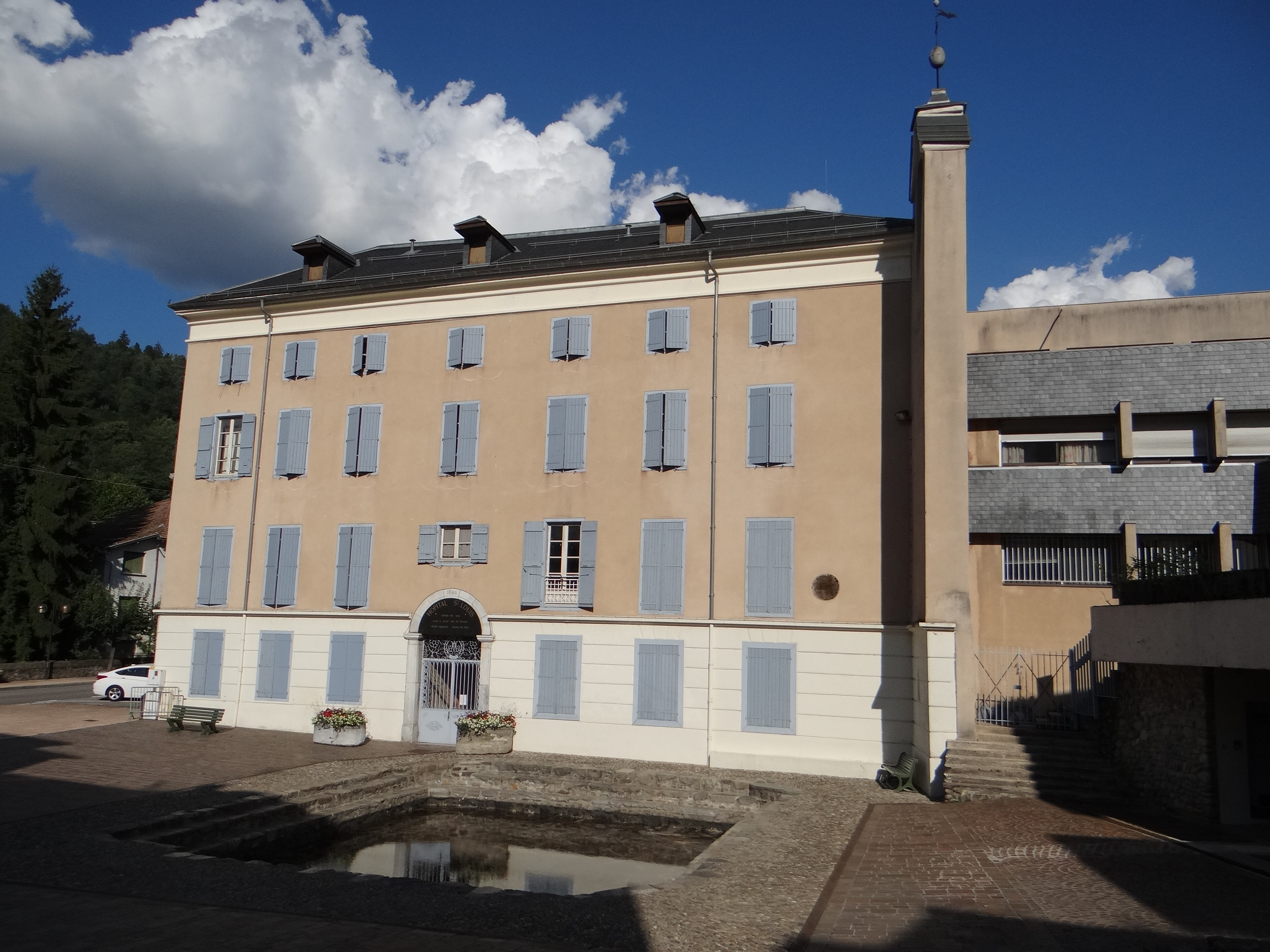
Le bassin des Ladres devant l'hôpital Saint-Louis.

### Agriculture
|                                   | 1988 | 2000 | 2010 |
| --------------------------------- | ---- | ---- | ---- |
| Exploitations                     | 8    | 3    | 2    |
| Superficie agricole utilisée (ha) | 64   | 18   | 34   |

La commune fait partie de la petite région agricole dénommée « Région pyrénéenne ». En 2010, l'orientation technico-économique de l'agriculture dans la commune est l'élevage d'herbivores hors bovins, caprins et porcins. Deux exploitations agricoles ayant leur siège dans la commune sont dénombrées lors du recensement agricole de 2010 (huit en 1988). La superficie agricole utilisée est de 34 ha.

## Culture locale et patrimoine

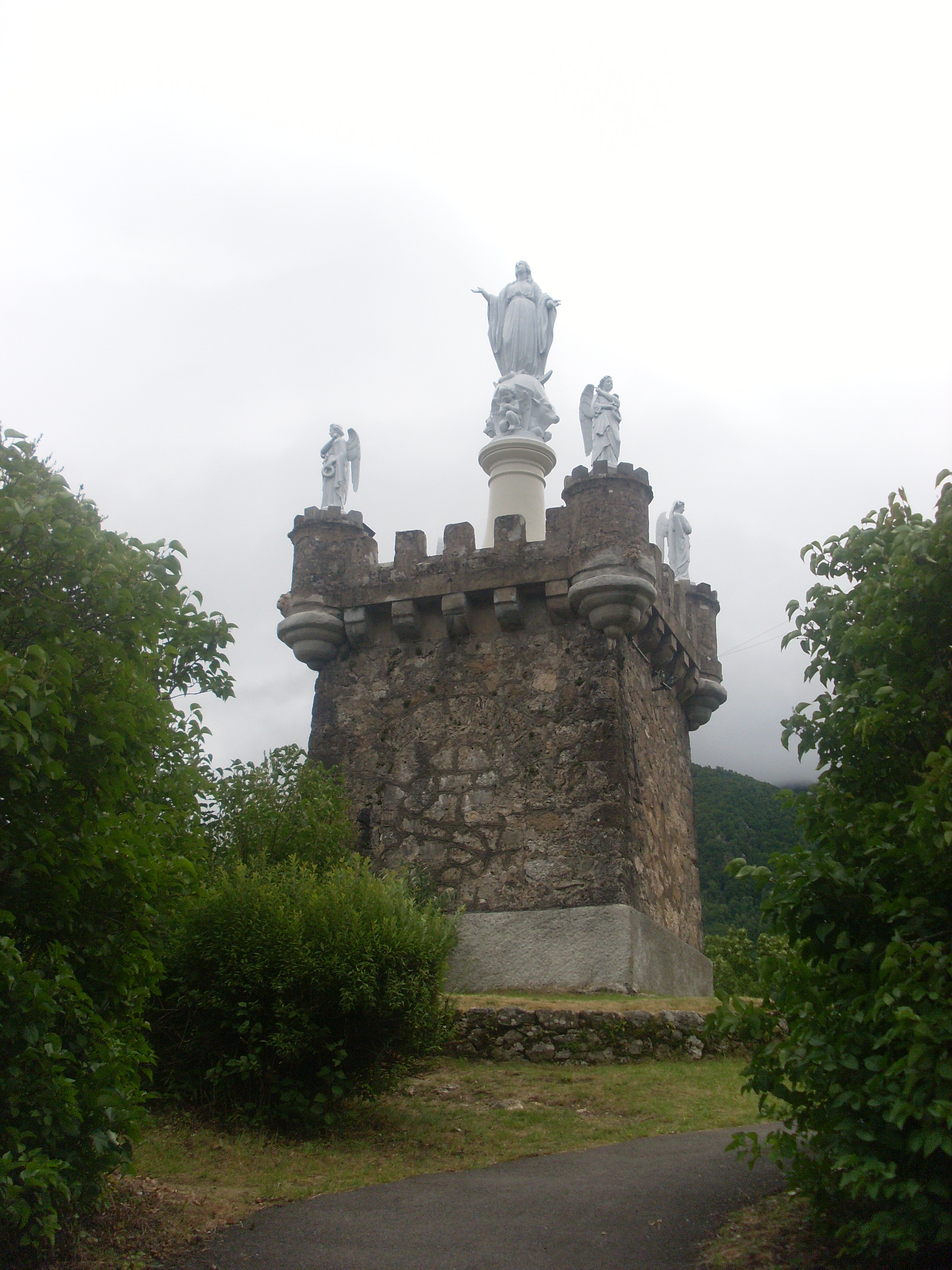
Le Rocher de la Vierge
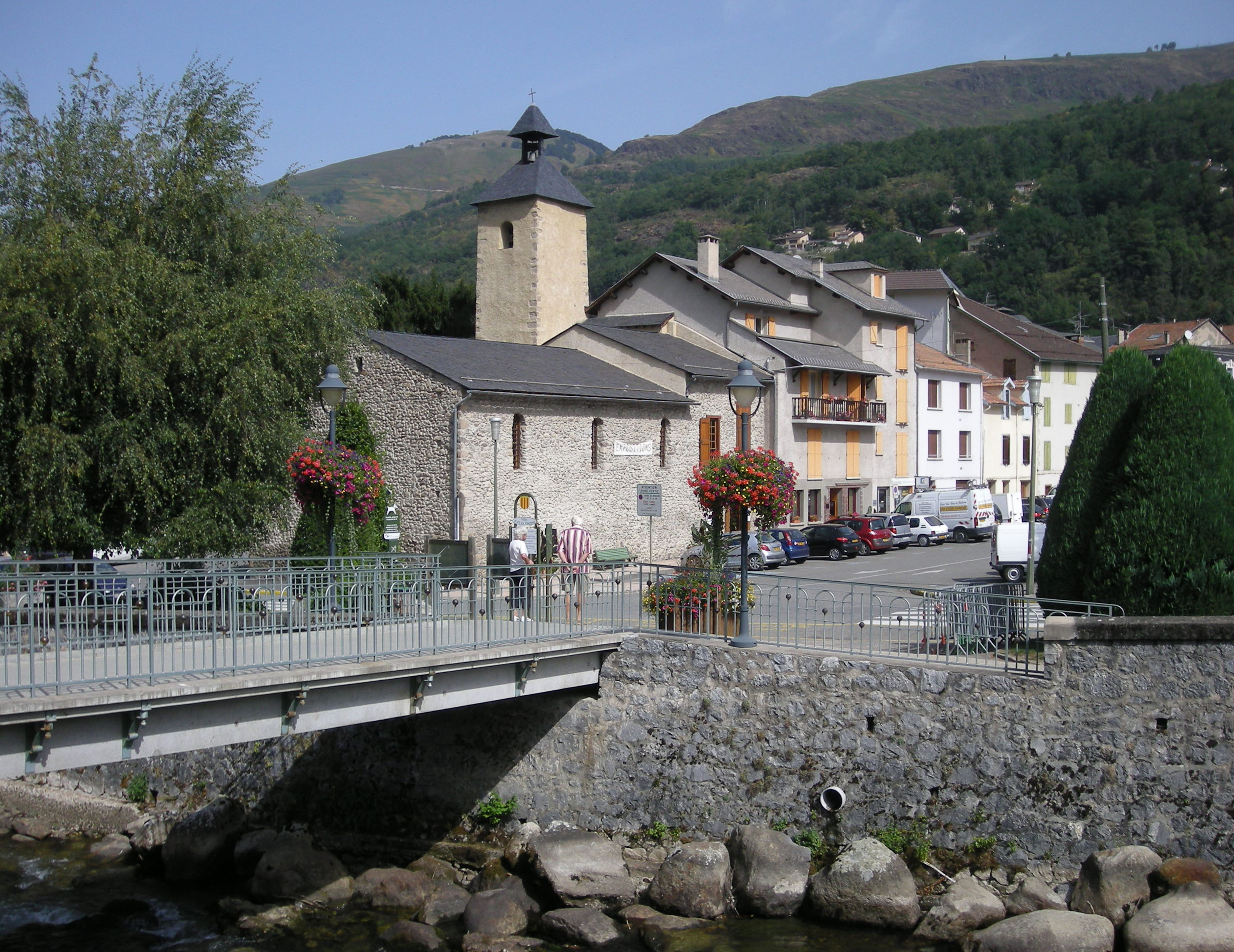
La passerelle Camp de Granou sur l'Oriège et la chapelle Saint-Jérôme.

### Lieux et monuments
- La Station de sports d'hiver Ax 3 Domaines est située dans la commune
- Le Bassin des Ladres, au centre de la ville, est alimenté par des sources chaudes sortant de terre à 77 °C. La fontaine la plus connue est la fontaine des canons. Au Moyen Âge, ce bassin servait à guérir les lépreux ou bien à ébouillanter les animaux. D'ailleurs l'hôpital Saint-Louis est situé à 1 mètre du bassin. Le bassin fut construit sur ordre de Roger comte de Foix sous le règne de Saint Louis. Le Bassin de la Basse est également un bassin-pédiluve public.
- Le château de Villemur, manoir construit en 1910 par Georges Goubeau ingénieur général des mines de talc de Luzenac.
- Le château Delcassé construit en 1900 (453 m2 sur 3 étages) à la demande du ministre Théophile Delcassé avec des éléments Art nouveau.
- L'église Saint-Vincent, place du Breilh. L'église Saint-Vincent est déjà citée dans un acte de donation par Arnaud de Carcassonne de la ville et de l'église à l'abbaye de Lagrasse, daté de 994.
- La chapelle Saint-Jérôme ou chapelle des Pénitents-Bleus, construite en 1607 par souscription publique pour la confrérie des Pénitents bleus. Sa décoration comprend un retable de style baroque pyrénéen. La chapelle sert de lieu d'exposition.
- L'oratoire de la Vierge, construit en 1875 par l'abbé Melchior Comminges sur le rocher de la Vierge.
- Les ruines du Castel Maou (XIIe et XIVe siècles) et vestige de la porte Encaralpou.
- Le casino, construit en 1904, reconnaissable à ses deux tours fantaisistes (au départ de style mauresque).

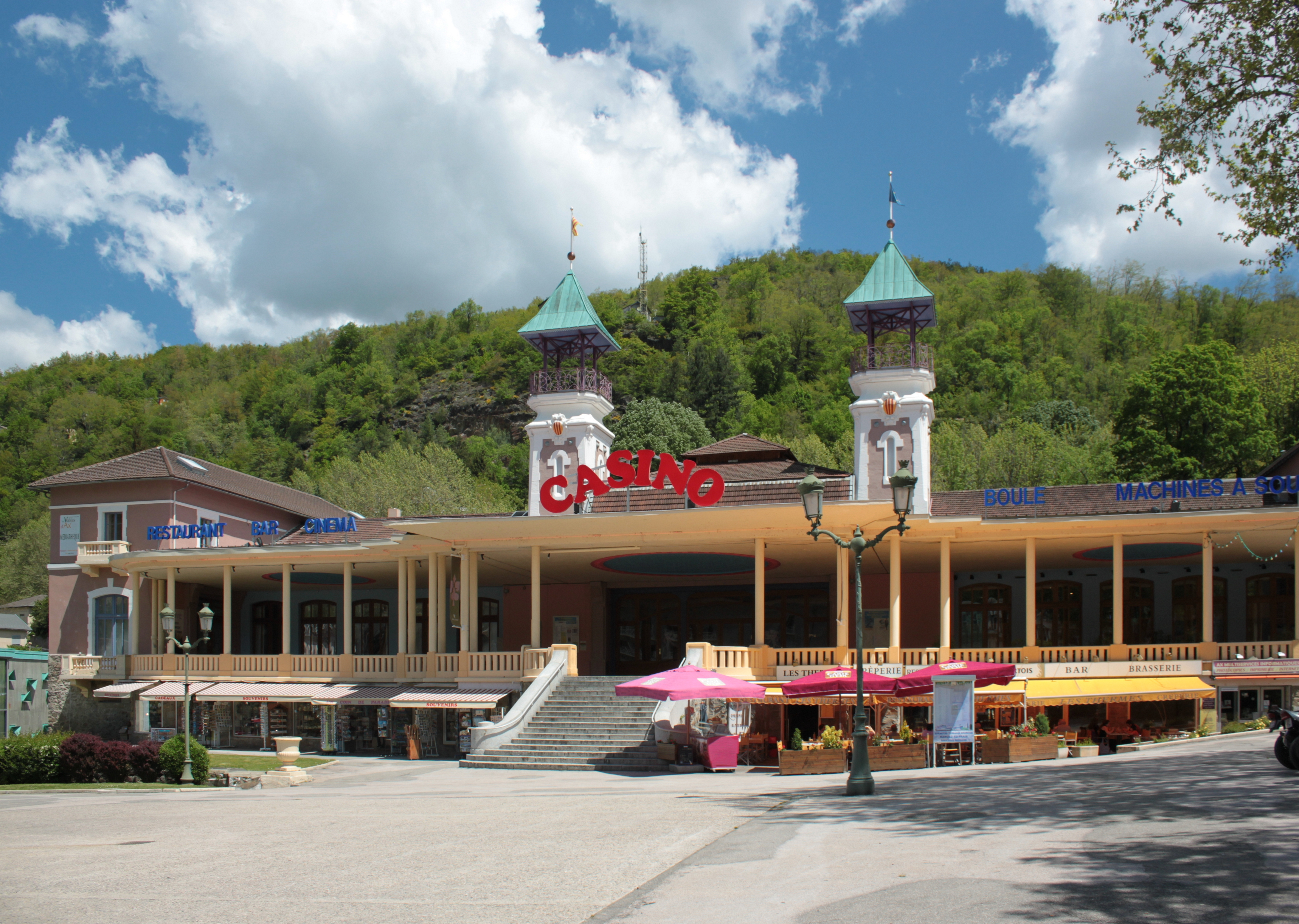
Le casino.
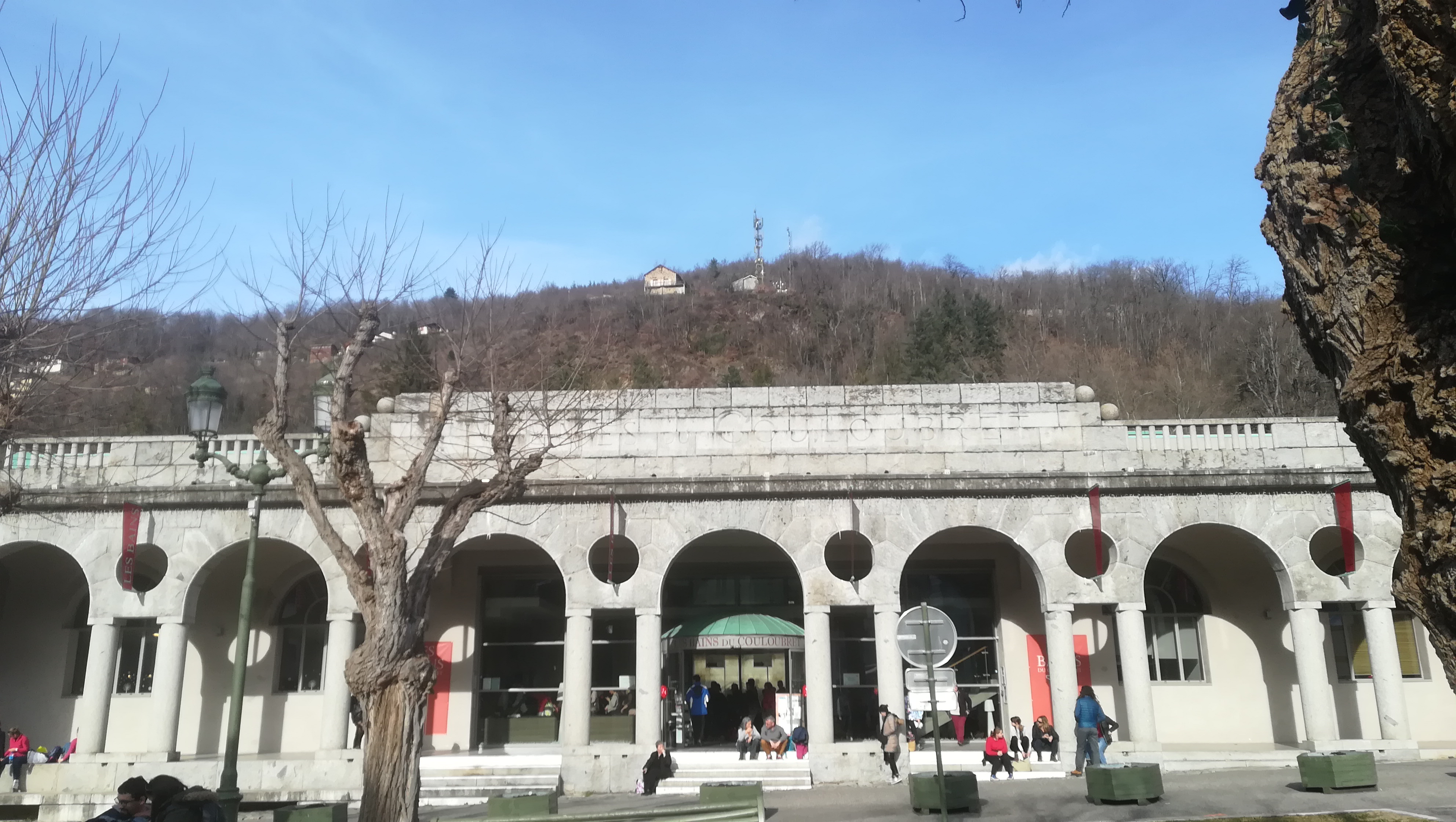
Bains du Couloubret.
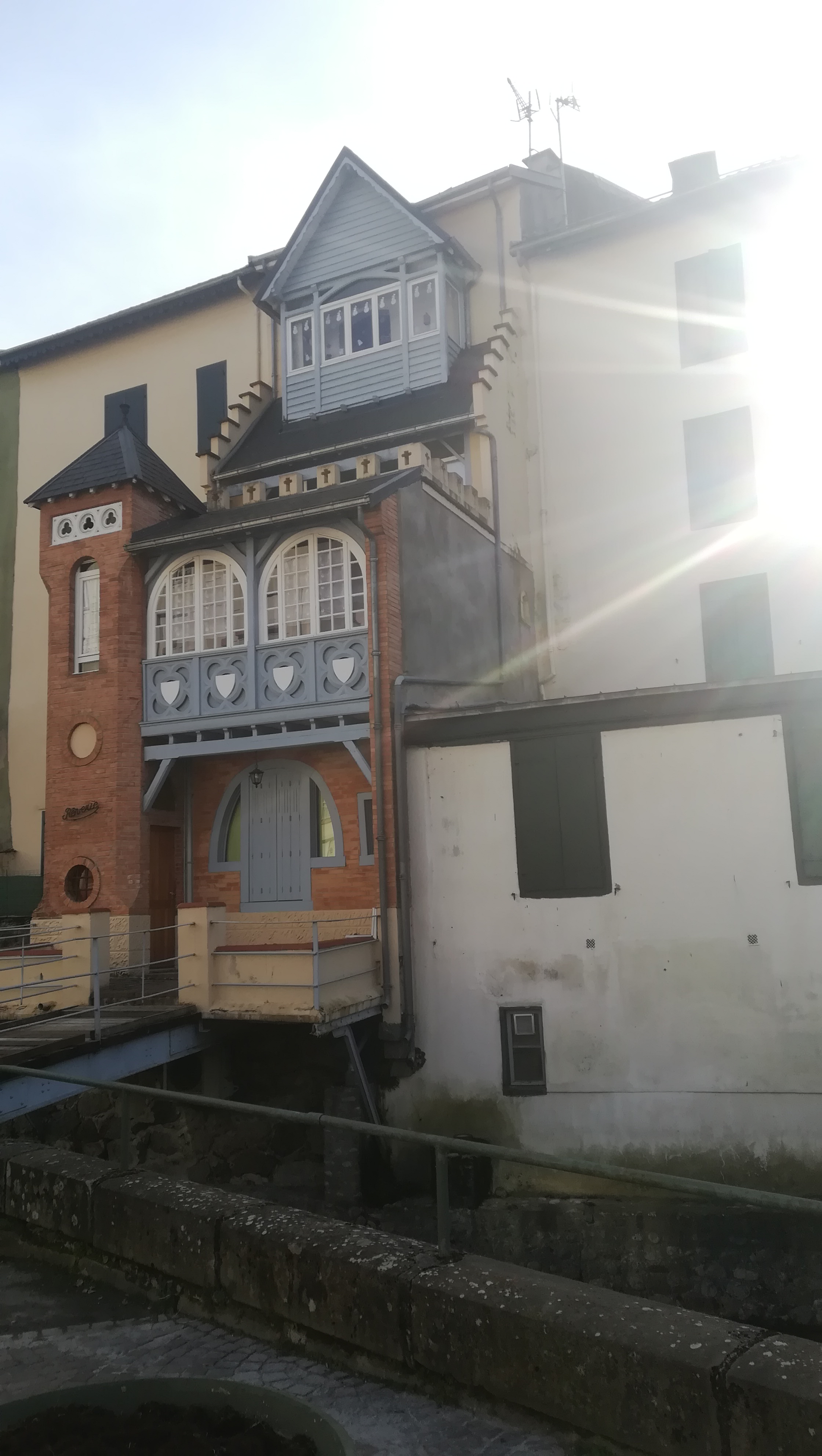
Une maison.
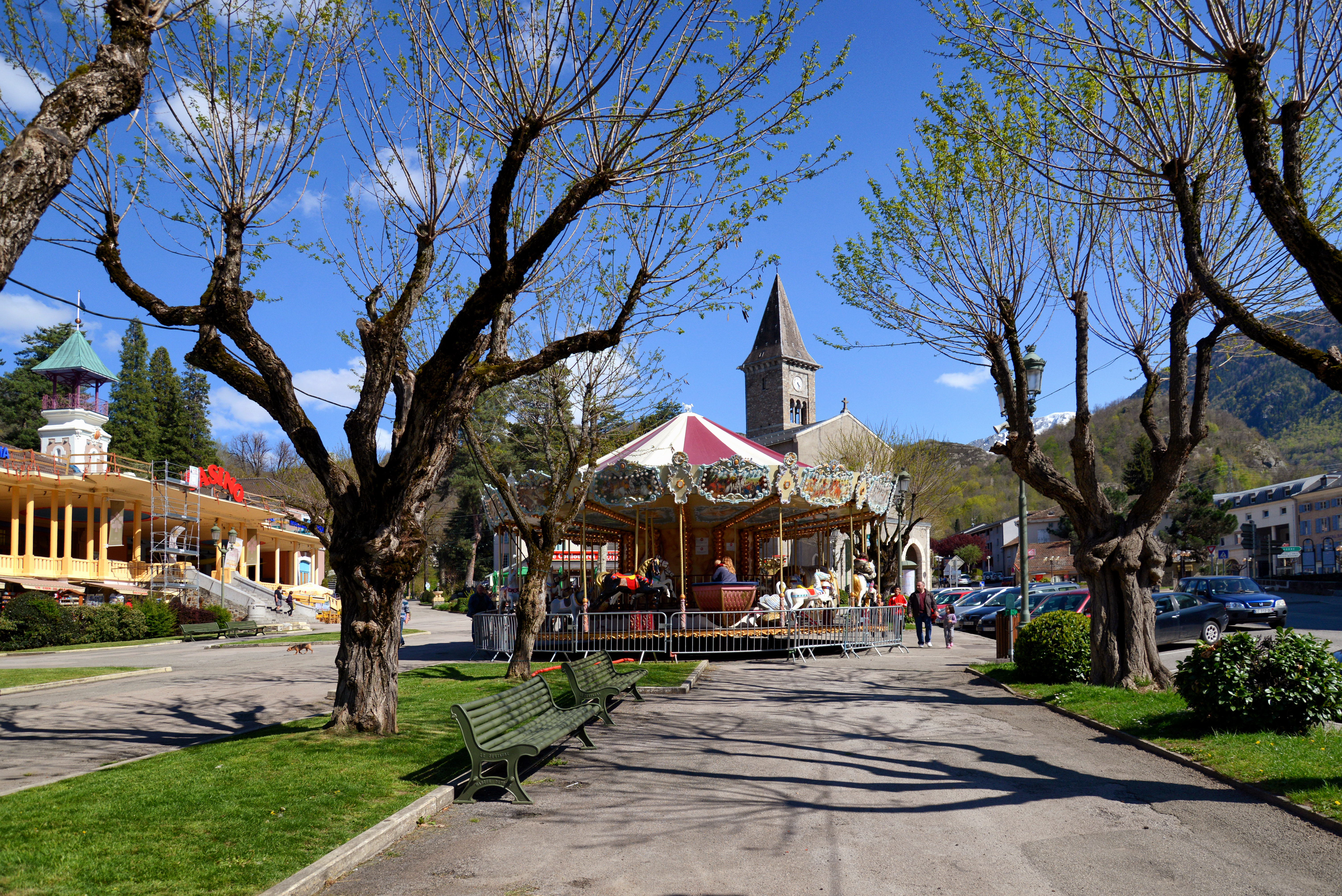
Centre-ville, avec le Casino, les Bains, l'église Saint-Vincent derrière le manège.
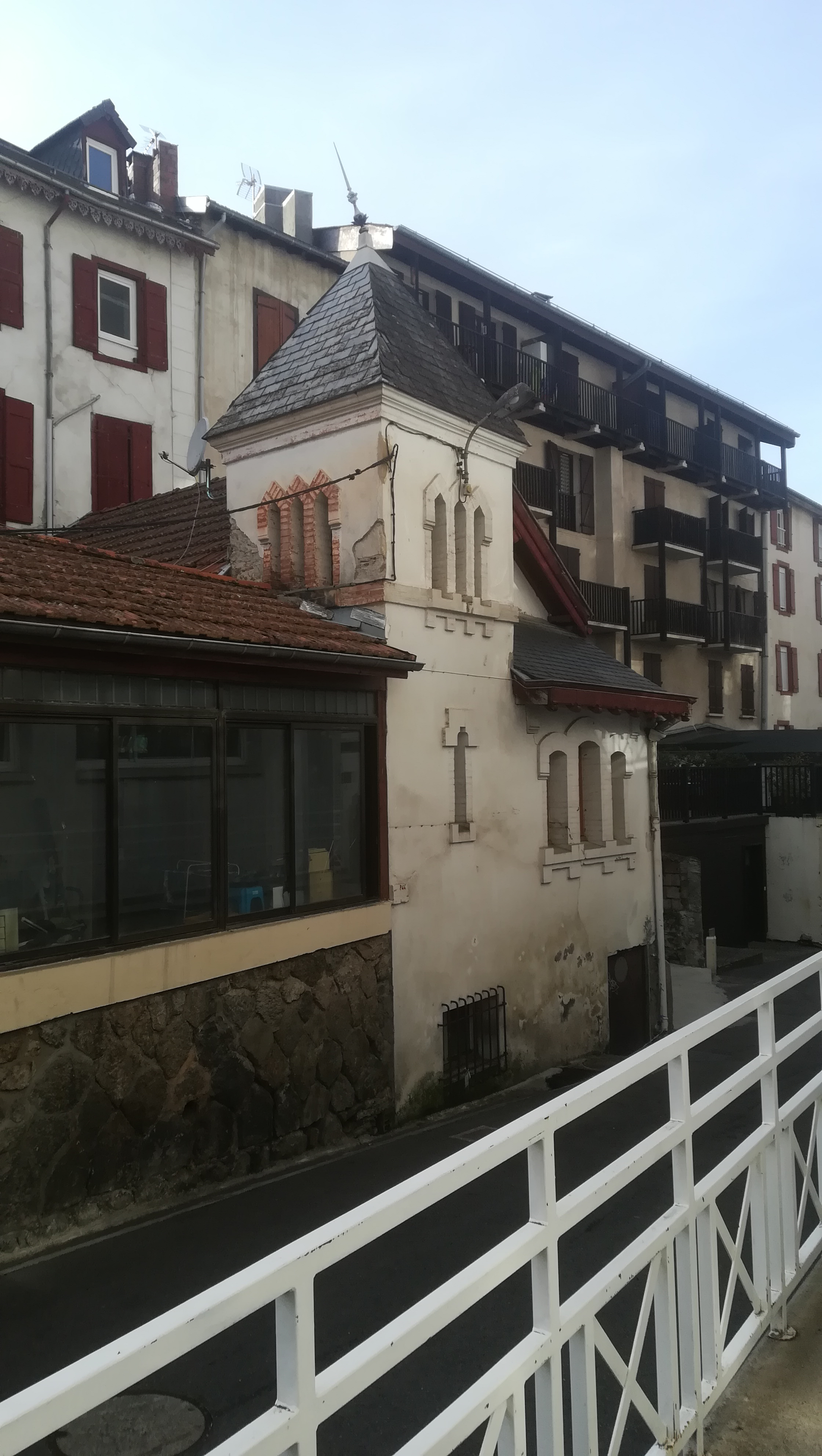
Peut-être une chapelle.
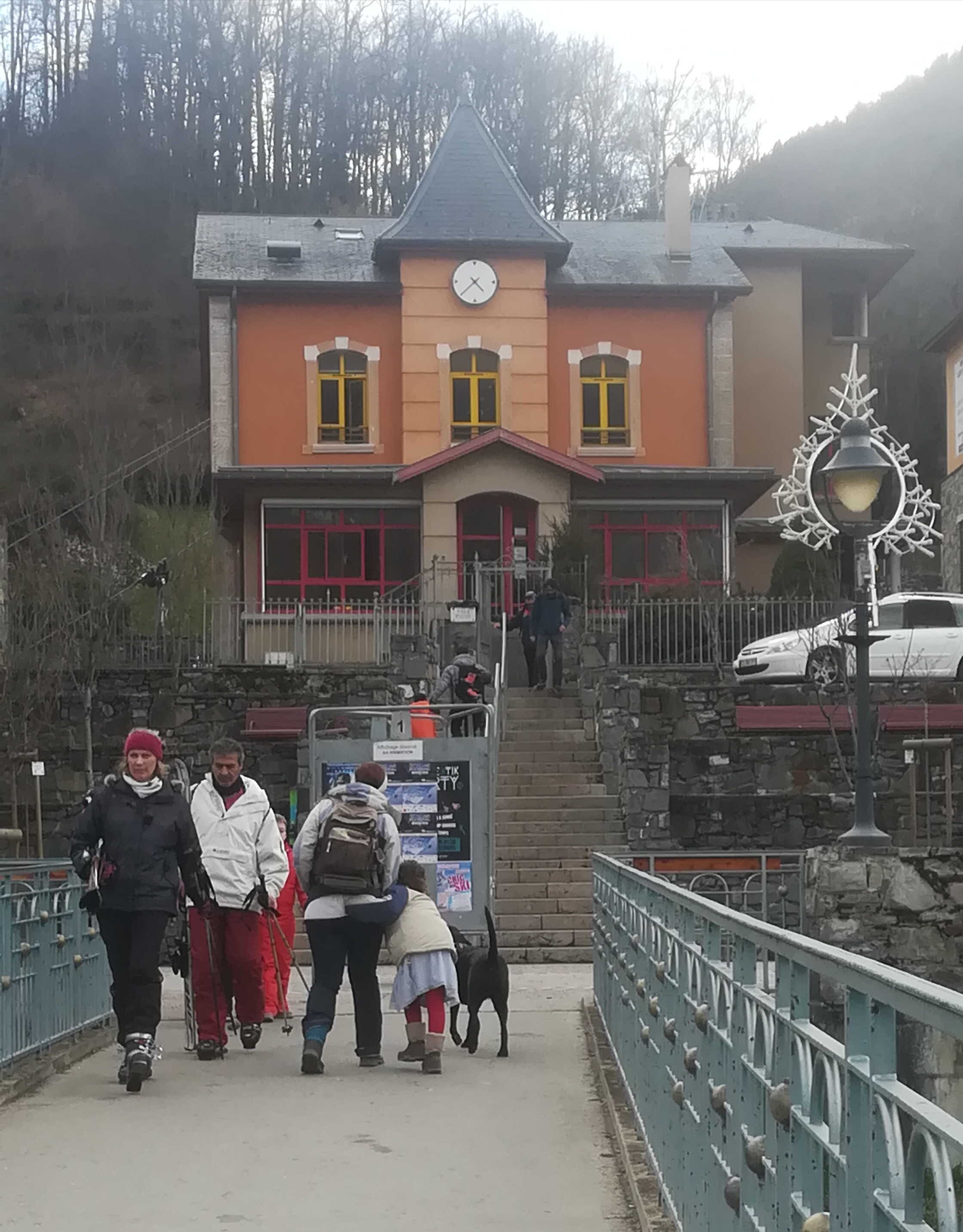
Bâtiment dit « Regine » à Ax-les-Thermes, à proximité des télécabines. Aujourd'hui, c'est une halte garderie.
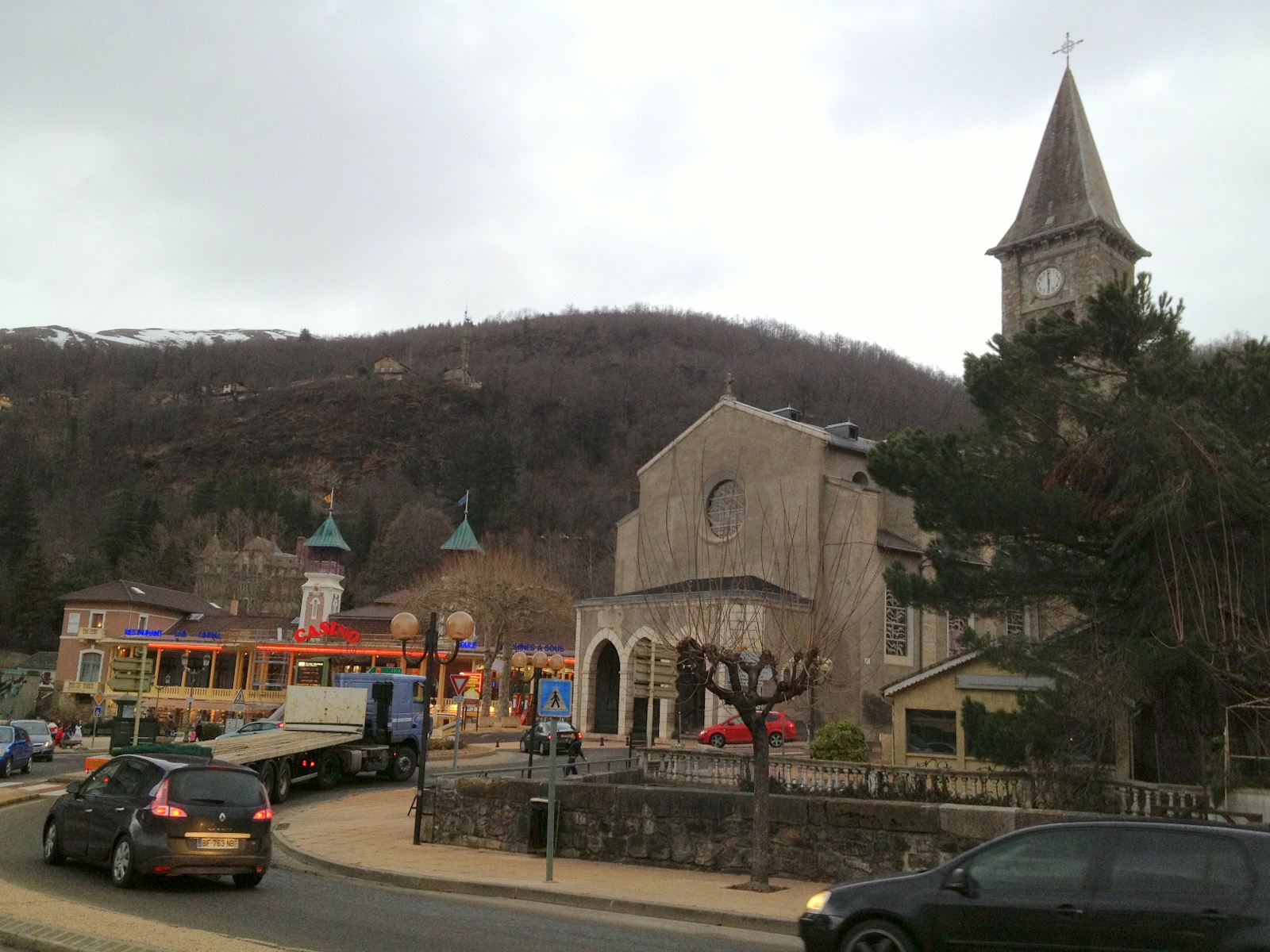
Place de l'église.
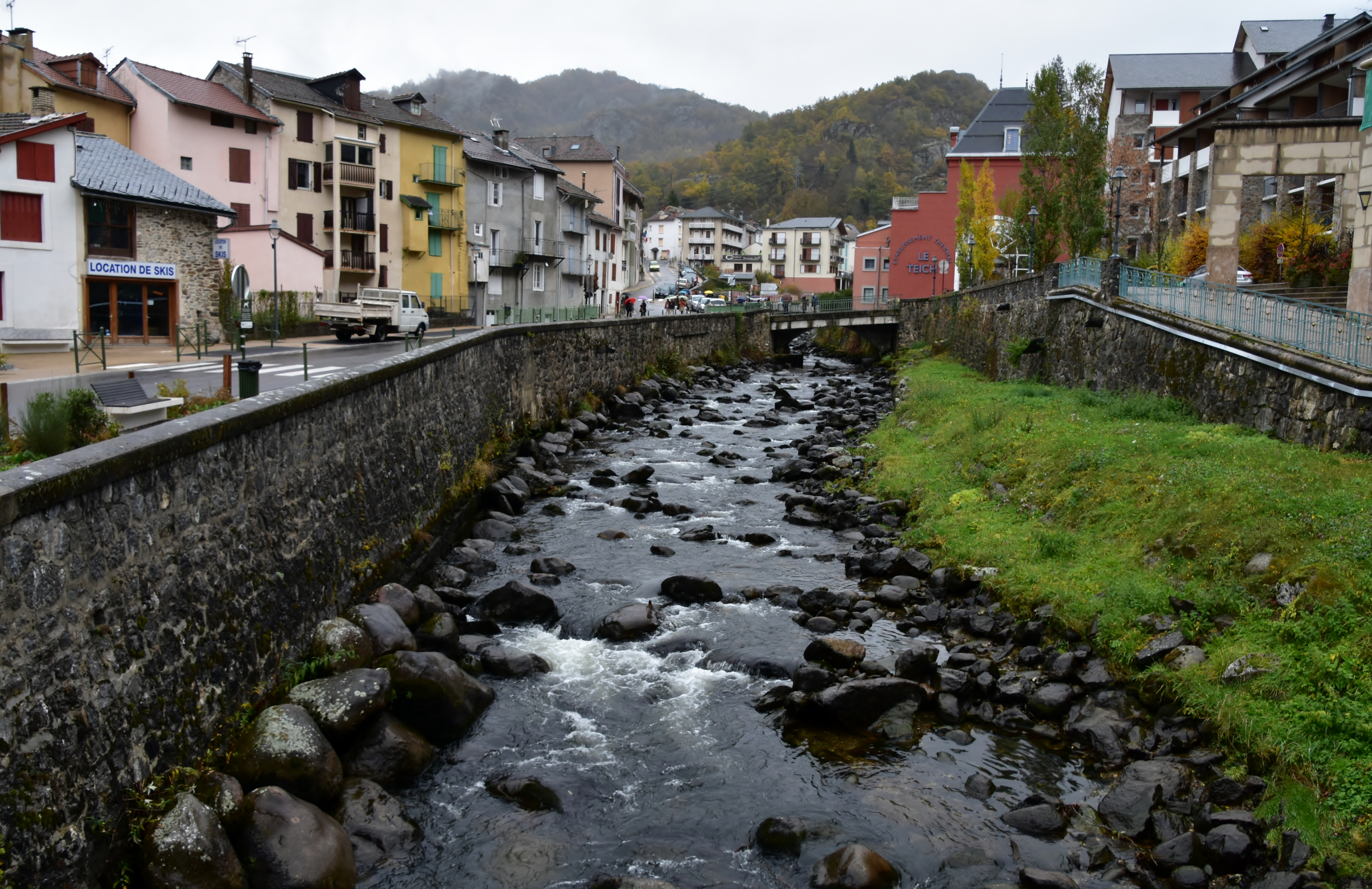
L'Oriège avec vue sur la ville.
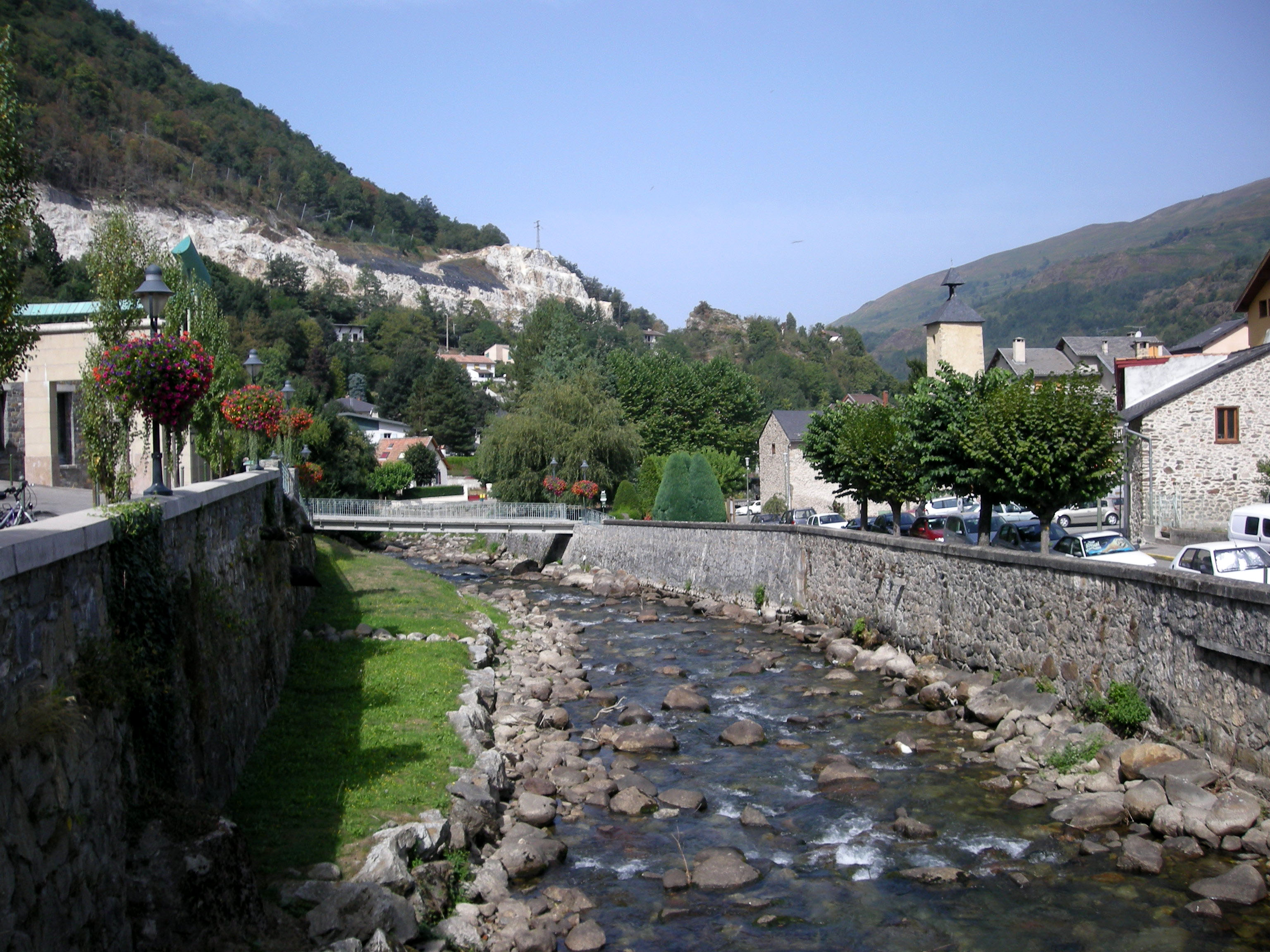
L'Oriège avec en arrière plan la chapelle Saint-Jérôme.
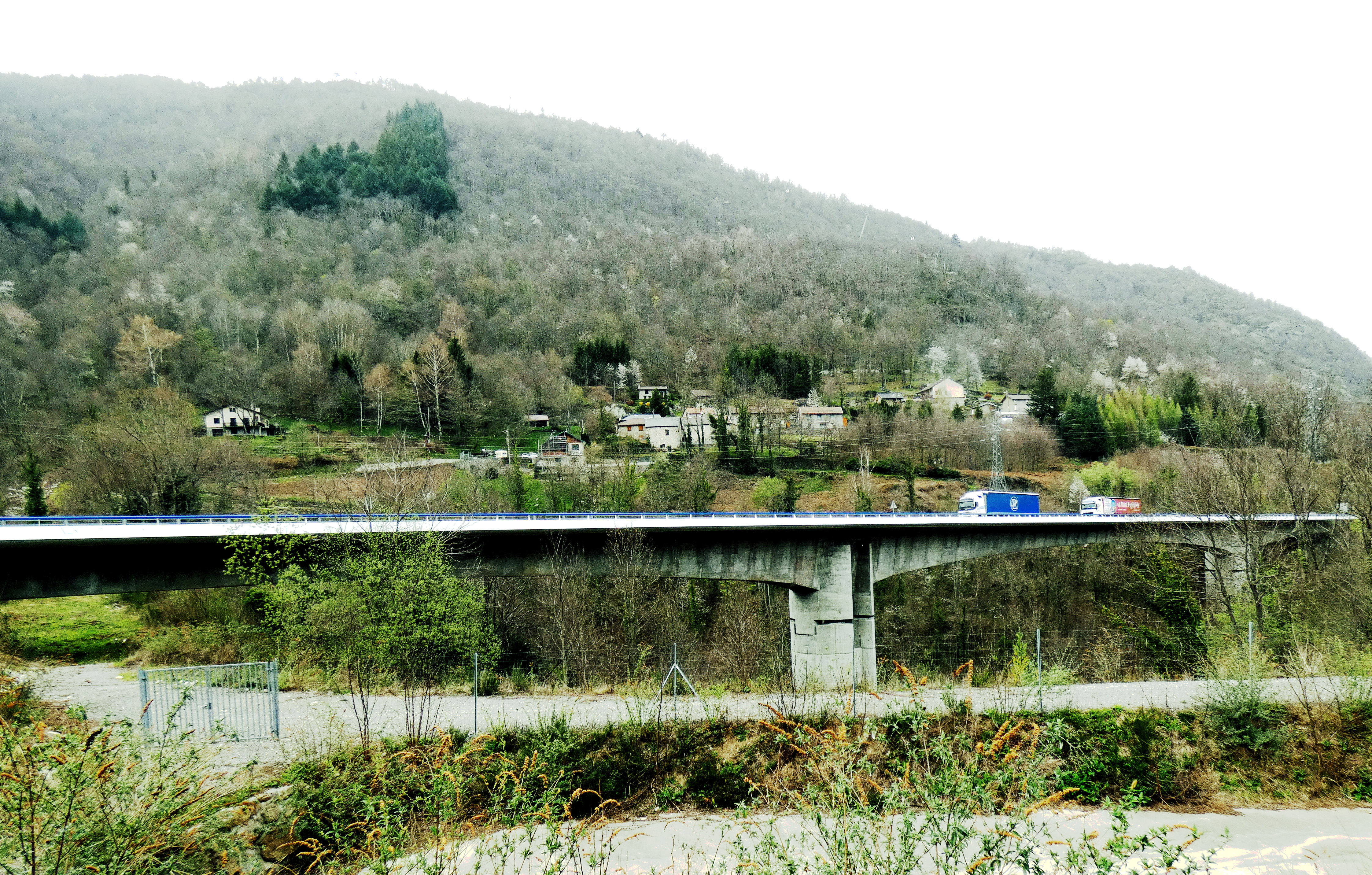
Viaduc des Bazerques de la déviation de la RN20/E9.

### Patrimoine environnemental

#### Faune et flore

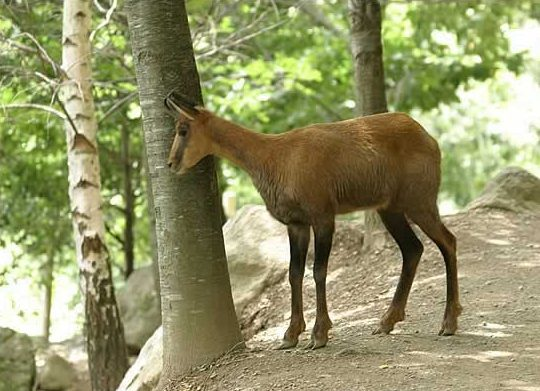
L'isard des Pyrénées, très présent dans la région.

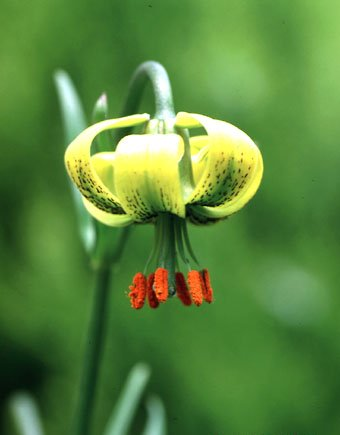
Le Lis des Pyrénées, observable en vallées d'Ax.

Ax-les-Thermes possède une forêt domaniale d'une superficie de 708,32 hectares, avec une altitude variant de 1 200  à   1 797 mètres. C'est une zone naturelle d'intérêt écologique, faunistique et floristique (ZNIEFF), un espace naturel inventorié en raison de son caractère remarquable. Sa gestion est assurée par l'Office national des forêts (ONF) en application du Code forestier. Lors du dernier inventaire naturaliste, des espèces de Martre des pins, sanglier, Grand Tétras, et Pic noir ont été recensées.
La réserve nationale de chasse et de faune sauvage d'Orlu, vaste de 4 000 hectares, se situe à moins de dix kilomètres d'Ax-les-Thermes. La région se caractérise par une des plus fortes densités d'isards de la chaîne pyrénéenne. Il est possible d'y apercevoir d'autres espèces, plus rares, comme la marmotte, le gypaète barbu (rapace, charognard de plus de deux mètres cinquante d’envergure), le grand tétras (sous-espèce endémique Tetrao urogallus aquitanicus), l'aigle royal ou encore la perdrix grise des Pyrénées, le lagopède alpin des Pyrénées et le lézard des Pyrénées.

### Personnalités liées à la commune
- Saint Udaut (405-452), prêtre, martyr et saint patron de la ville.
- Peire Authié (1245-1310), un des derniers cathares.
- Bernard Font (1723-1800), évêque constitutionnel de l'Ariège, né dans la commune.
- Pierre Roussel (1744-1802), médecin et auteur, né dans la commune.
- Pierre Roussillou (1746 à Ax-les-Thermes-1817 à Toulouse), homme politique, député du tiers état aux États généraux de 1789.
- Jean-Pierre Fornier de Savignac (1764 à Ax-les-Thermes - 1837), préfet et député de l'Ariège.
- Louis Gareau (1769-1813), général des armées de la République et de l'Empire.
- François Sans (1795-1859), né dans la commune, maire de Toulouse de 1849 à 1852.
- Gatien Marcailhou (1807-1855), compositeur et « inventeur » de la valse à danser. Il fut le tout premier professeur du jeune Gabriel Fauré. Sa composition la plus célèbre, Indiana, inspira à Camille Claudel son groupe La Valse.
- Marcel Prévost, écrivain français ayant possédé une résidence secondaire à Ax.
- Jacques Moliner (1967-), international de rugby à XIII.
- Pascale Casanova (1973-), licenciée à Ax les 3 Domaines, athlète déficiente visuelle, avec 10 médailles aux Jeux paralympiques dont deux d'or (slalom et descente).

### Héraldique, logotype et devise
| Blason de Ax-les-Thermes | Blason  | D'or à trois pals de gueules.                    |
| Blason de Ax-les-Thermes | Détails | Le statut officiel du blason reste à déterminer. |

## Pour approfondir